# Nuoro
Nuoro (AFI: /ˈnu.oro/, fuori dalla Sardegna anche /ˈnwɔro/ ; in sardo Nùgoro) è un comune italiano di 32 893 abitanti, capoluogo dell'omonima provincia della Sardegna centro-orientale dal 1927.

## Geografia fisica

### Territorio

Centro storico di Nuoro

La città si estende su un altopiano granitico a circa 554 metri s.l.m. (le abitazioni si estendono tra i 450 e i 650  m s.l.m.), ai piedi del monte Ortobene, alto 955 metri, e tra i colli Ugolio, Biscollai, Cucullio, Tanca Manna, Thigoloboe, Monte Gurtei e Sant'Onofrio. A ovest la città termina con il pianoro di Corte. Nuoro è il settimo capoluogo di provincia più elevato d'Italia, dopo Enna, Potenza, L'Aquila, Campobasso, Aosta e Caltanissetta.

### Clima

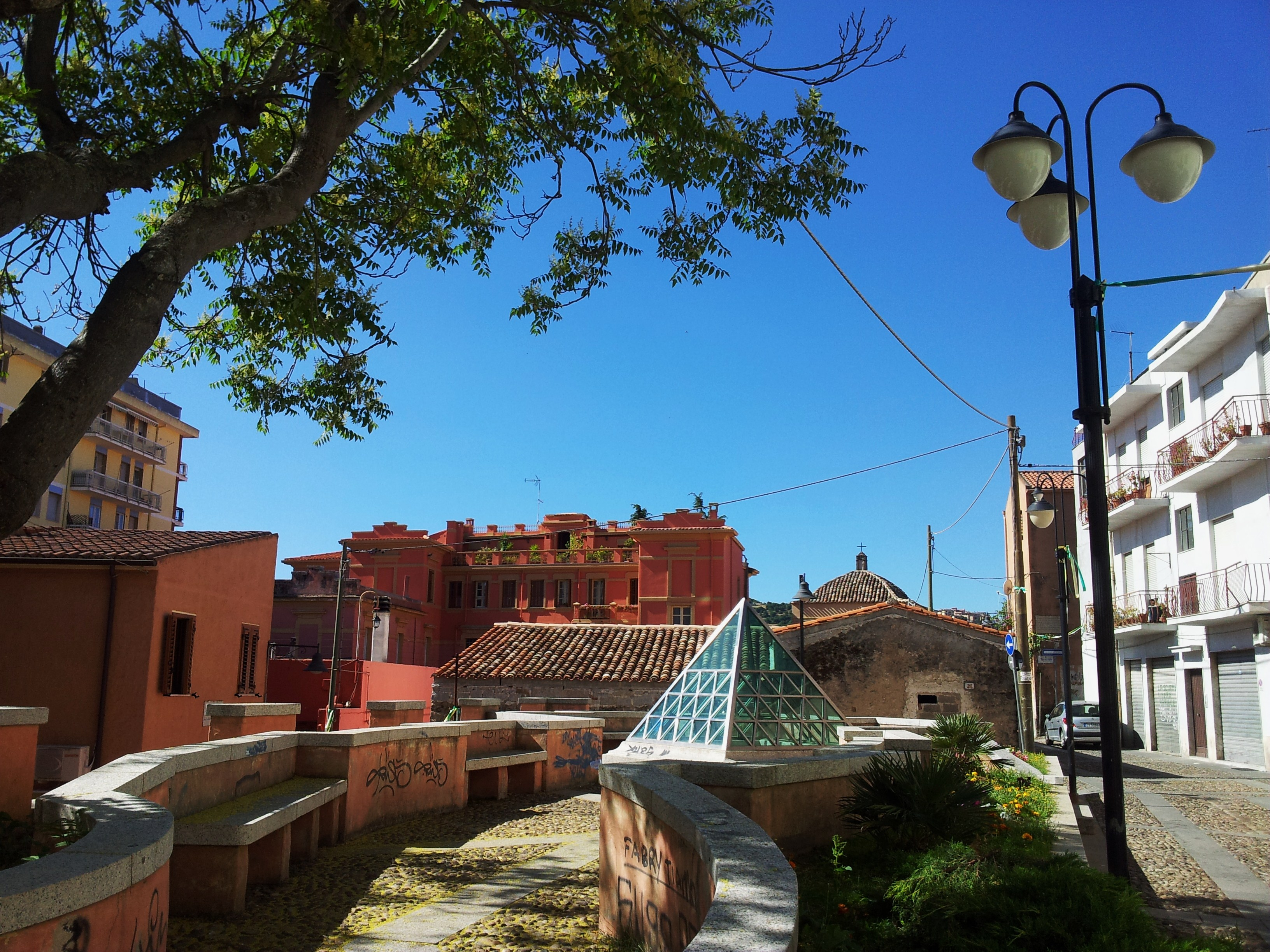
Nuoro - Sèuna

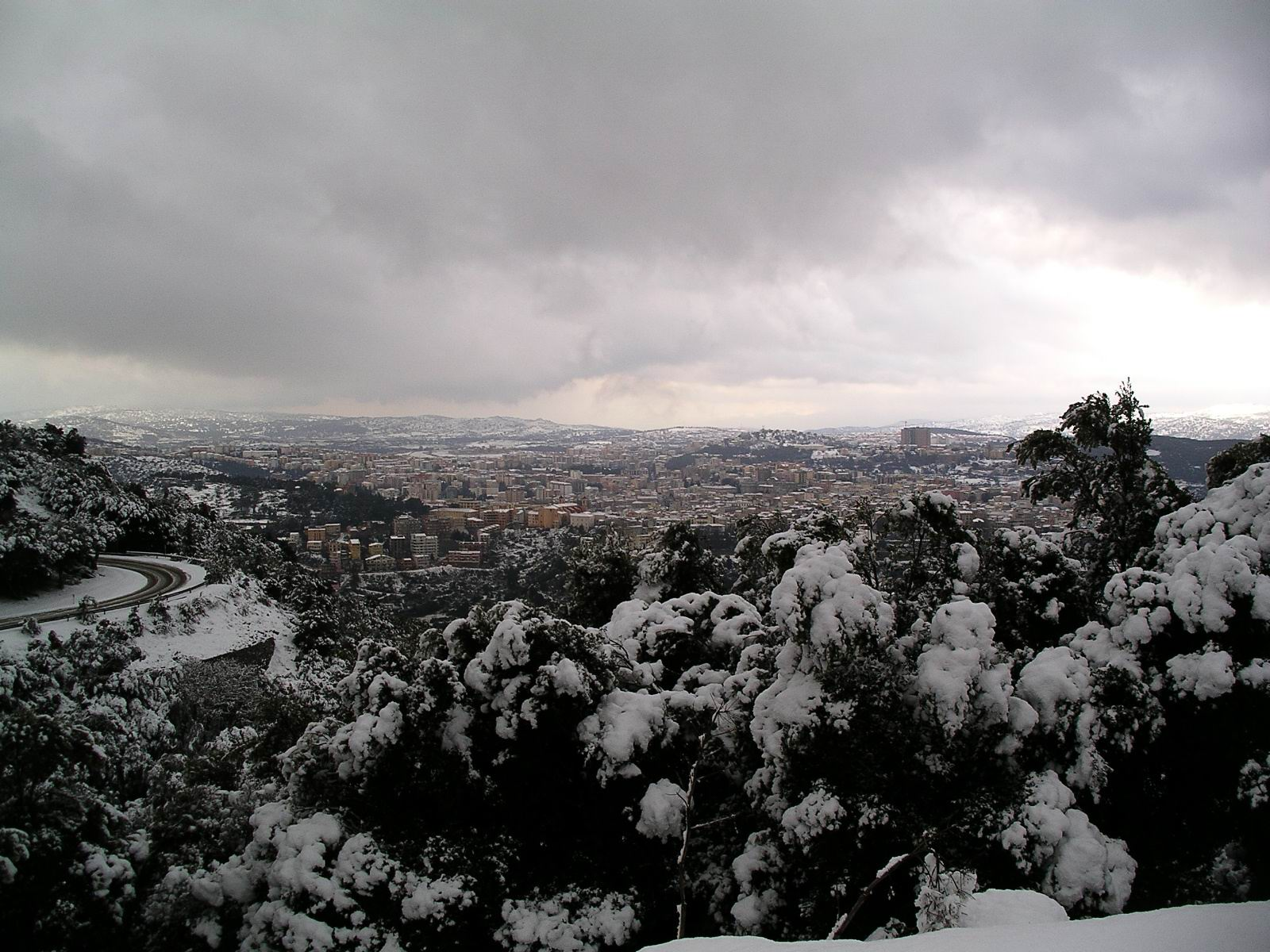
Vista di Nuoro con la neve

Nuoro gode, come quasi tutti i comuni della Sardegna, di un clima mediterraneo temperato dominato da un ricorrente maestrale, con estati moderatamente calde e inverni freschi, solo raramente gelidi.
Tuttavia la quota relativamente elevata e la particolare posizione geografica della città favoriscono repentini cali di temperatura in occasione delle ondate fredde dal nord, soprattutto nord/est. Nuoro subisce periodicamente anche il caldo scirocco, che arriva dalla valle di Dorgali e spesso genera piogge molto intense.
La temperatura media annua varia tra i 13 e i 15 °C, a seconda delle annate (Media 2004: +13,09 °C / Media 2005: +13,07 °C / Media 2006: +14,30 °C) e dei quartieri, avendo la città una discreta estensione geografica unita ad un notevole dislivello di 275 m tra il punto più alto e quello più basso.
Durante l'inverno sono numerose le gelate (57 nel 2004) mentre in estate sono abbastanza rari i giorni con temperature superiori ai 35 °C (neanche uno nel 2004), anche grazie al fatto che la brezza marina spesso riesce a giungere in città mitigando di qualche grado la temperatura.
Nel decennio 1996-2006 la temperatura più bassa registrata a Nuoro è stata di -10,5 °C il 31 gennaio 1999, proprio in occasione di un'ondata fredda da N/E, con 40 cm di neve cumulati in circa 15 ore. Dal 2001 in poi invece non si sono superati i 38,1 °C (i dati sono riferiti a una precisa area della città, quella del Quadrivio).
| Nuoro               | Mesi | Mesi | Mesi | Mesi | Mesi | Mesi | Mesi | Mesi | Mesi | Mesi | Mesi | Mesi | Stagioni | Stagioni | Stagioni | Stagioni | Anno |
| Nuoro               | Gen  | Feb  | Mar  | Apr  | Mag  | Giu  | Lug  | Ago  | Set  | Ott  | Nov  | Dic  | Inv      | Pri      | Est      | Aut      | Anno |
| ------------------- | ---- | ---- | ---- | ---- | ---- | ---- | ---- | ---- | ---- | ---- | ---- | ---- | -------- | -------- | -------- | -------- | ---- |
| T. max. media (°C)  | 9    | 10   | 12   | 15   | 19   | 24   | 28   | 28   | 24   | 19   | 14   | 11   | 10       | 15,3     | 26,7     | 19       | 17,8 |
| T. min. media (°C)  | 4    | 3    | 5    | 7    | 11   | 15   | 18   | 18   | 15   | 12   | 8    | 5    | 4        | 7,7      | 17       | 11,7     | 10,1 |
| Precipitazioni (mm) | 71   | 85   | 74   | 61   | 41   | 26   | 8    | 17   | 40   | 80   | 95   | 110  | 266      | 176      | 51       | 215      | 708  |

## Origini del nome
Il nome deriva dal medievale Nuor, derivante dal più antico Nugor; è stato sostenuto dallo Spano (1872) che questa a sua volta provenisse da una non precisata "voce orientale" dal significato "casa" o "luce" o "fuoco". Secondo un'altra interpretazione, il toponimo Nùoro deriva dalla radice paleosarda nur, da cui il termine nuraghe.
"Nùoro" è la pronuncia etimologicamente più corretta e viene indicata dalle principali fonti e istituzioni linguistiche. È diffusa, negli italofoni non nativi della Sardegna e, in tempi recenti, anche fra i sardi non nativi di Nuoro, la pronuncia etimologicamente meno corretta "Nuòro", indicata da altre fonti. La frequenza tra i non nativi della pronuncia con "o" tonica è spiegabile con la rarità nella lingua italiana di una sequenza -ùo- rispetto al ben più comune dittongo -uò-. La pronuncia locale con l'accento sulla prima vocale è considerata la più appropriata in quanto etimologicamente derivante dal sardo altomedievale Nùgor, poi evolutosi nel tempo nella forma attuale.
Il toponimo in sardo Nùgoro è coufficiale.

## Storia

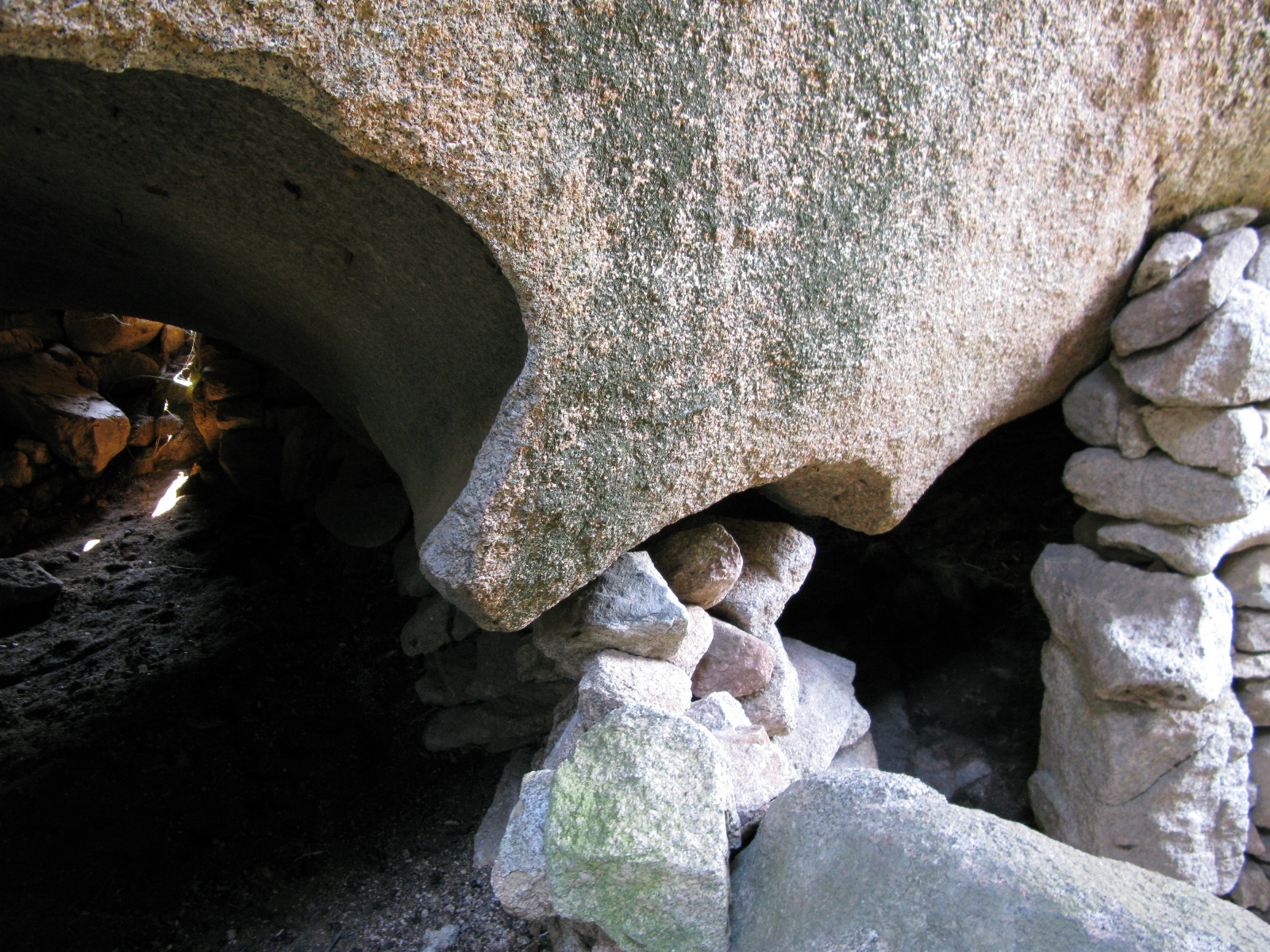
Monte Ortobene - Pala 'e casteddu - antichi ripari sottoroccia

### Dal Neolitico alla Civiltà Nuragica
Le tracce più antiche della presenza dell'uomo nel territorio di Nuoro sono le Domus de janas (in nuorese bìrghines) risalenti al IV-III millennio a.C.. Sono inoltre presenti delle necropoli ipogeiche e resti di una tomba dei giganti e di un pozzo sacro, situato nelle vicinanze dell'attuale via Martiri della Libertà, dove sono stati recuperati numerosi reperti riferibili alla Cultura di Bonnanaro.
Nel quartiere di Su Nuraghe, all'interno di un parco urbano di circa 7 ettari, in una delle zone più elevate della città, si trova il complesso archeologico del nuraghe Tanca Manna, in un contesto della Media età del Bronzo con un nuraghe monotorre e un villaggio con caratteristiche della prima fase della civiltà nuragica. La posizione del nuraghe e del villaggio sono stati determinati dalle scelte insediative di occupazione e controllo territoriale delle popolazioni protostoriche nell'area nuorese, come testimoniato anche dalla presenza di simili tipologie nelle immediate vicinanze tra cui i nuraghi Tertilo, Ugolio, e dei ruderi di Monte Gurtei e Biscollai.

### L'epoca romana

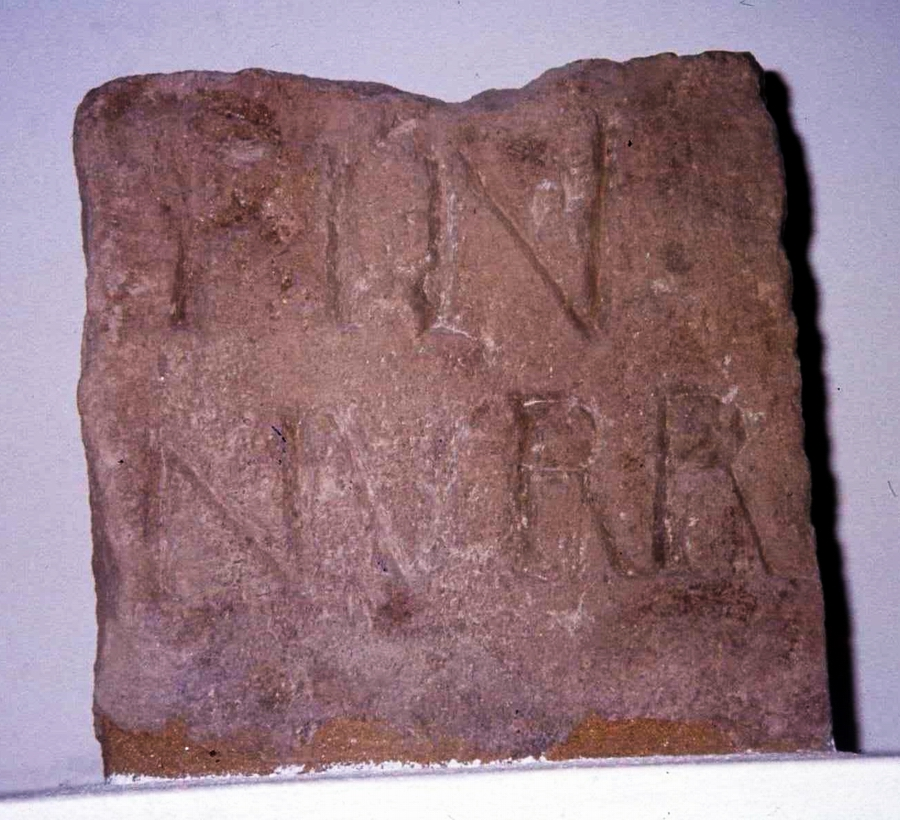
Cippo romano di confine con l'iscrizione FIN NURR - Sassari, Museo Sanna

Le prime fasi della dominazione romana in questa zona, denominata Civitates Barbariae, risalgono all'età repubblicana. A seguito del ritrovamento soprattutto in Barbagia e nel Marghine di monete puniche, si era ipotizzato che in una certa fase storica le "popolazioni sarde (legate al culto del toro) e puniche, si coalizzarono" inizialmente per reagire all'impatto dell'invasione di Roma. I Romani agirono sia militarmente che con una lenta e intelligente attività di "sedentarizzazione" dei clan locali, al fine di favorire lo sviluppo agricolo delle terre. Delimitarono dunque grandi latifondi da avviare alla coltivazione del grano che assegnarono a coloni o alle popolazioni locali. I confini erano segnalati da lapidi indicanti la proprietà.
Un cippo terminale con la dicitura "FIN NURR", cioè fines nurritanenses, consente di identificare la localizzazione di quella popolazione che, semi-romanizzata, nel II secolo d.C. costituì un reparto militare imperiale assegnato alla Mauretania Cesariense: la "Cohors I – Nurritanorum".
Il ritrovamento, nel 1975, di ceramiche ascrivibili all'epoca imperiale (I-II sec. d.C.) nel rione di Su Serbadore testimoniano la frequentazione dell'area urbana da parte dei Romani.

### Il Medioevo e l'Età Giudicale
La presenza bizantina in città è attestata dal ritrovamento di una tomba a poliandro databile al VII-VIII secolo, contenente i resti di dieci soldati-coloni (kaballaroi, καβαλλάροι in greco), di frammenti di "graffita arcaica savonese, maiolica arcaica pisana, ingobbiate monocrome savonesi e oristanesi e marmorizzata pisana", e di una moneta dell'imperatore Leone VI il saggio.

#### La Curatoria turritana di Nugor
Nuoro è citata in diversi documenti fra i quali il Condaghe di San Nicola di Trullas, Condaghe di San Pietro di Silki e di Salvenero, databili tra l'XI e il XIII secolo. In quell'epoca è attestata l'esistenza di una Curatoria giudicale con capoluogo Nugor, nel distretto sud orientale del Giudicato di Torres, comprendente probabilmente le sole ville di Nuoro, Lollove e Orgosolo, ma che in passato doveva essere più estesa. La Curatoria di Nugor, estrema propaggine a sud est del giudicato di Torres, confinava a ovest con quella più conosciuta di Dore che ebbe alternativamente come capoluoghi Dore, Orotelli, Sarule e Othane (Ottana), citata nel Condaghe di San Pietro di Silki e ad est con quella di Orosei-Galtellì del Giudicato di Gallura. A sud vi era la curatoria arborense della Barbagia di Ollolai.
Il borgo di Nugor nel secondo decennio del XII secolo venne assegnato alla diocesi di Ottana composta dalle ville di: "Macomerio, Virore, Gorore, Molaria, Orticalli, Sabuco, Silanos, Dualque, Nuracucuma, Lexay, Golossene, Otana, Ortilli, Univer, Orane, Suarell, Nuor, Noroloe, Gossilla, Sporlazo, Illortay, Bortiochoro e Su Burgu (solo a partire dal 16 agosto 1353)".

#### Le comunità monastiche
Non si ha notizia di comunità monastiche insediate nei dintorni della città. L'unica congregazione religiosa attestata nel territorio del nuorese è quella dei camaldolesi, che nel 1139 ricevettero in dono dal vescovo ottanese Ugone la chiesa di San Pietro di Oddini. Alcuni studi hanno ipotizzato che proprio nella parte sud-orientale del ghiandifero dell'Ortobene si potesse localizzare la chiesa di Santa Maria di Gultudolfe, scomparsa, facente parte di un antico salto ecclesiale detto di Girifai o Jurifai. Il salto, insieme alla chiesa di Santa Maria di Gultudolfe e Santa Felicita di Bithe (Vitithè o Bititè, un villaggio scomparso presso Galtellì) donato dallo iudike di Gallura Costantino de Lacon al monastero di San Felice di Vada a Rosignano Marittimo nel 1160 circa. La donazione rientra perfettamente nella tipologia della secatura de rennu, un istituto giuridico medievale equiparabile alla sdemanializzazione odierna. Il re Costantino concedeva l'uso di quelle terre al monastero, che aveva pieni poteri anche sui mezzadri che vi lavoravano. In realtà, come mostrato da studi recenti, la villa di Gultudolfe è da localizzare nella bassa Gallura, attuale Baronia, nelle vicinanze di Irgoli e Loculi.

#### L'insediamento medievale

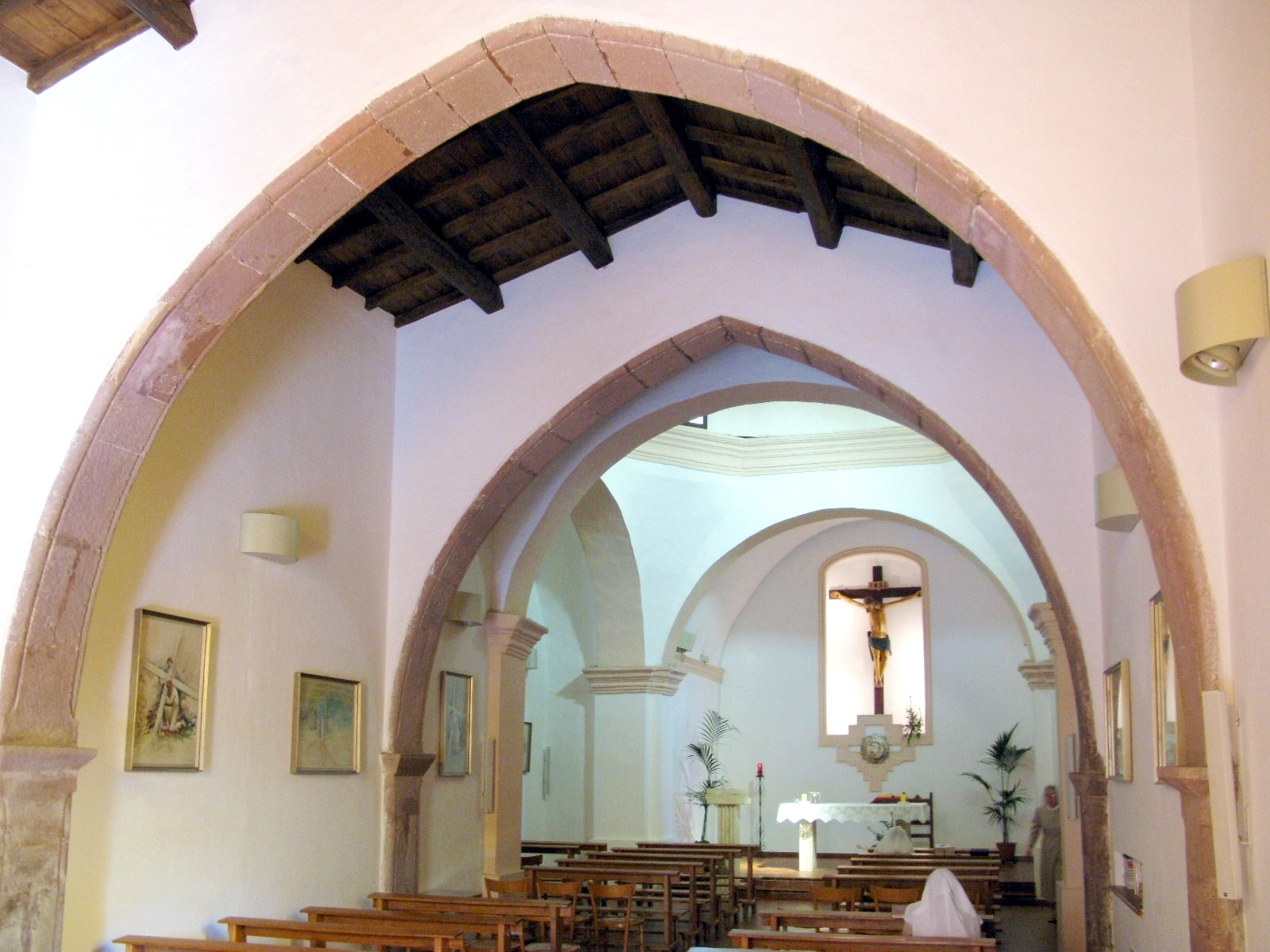
La quattrocentesca chiesa di Santa Croce

A partire dal XIII-XIV secolo, nel territorio dell'attuale Nuoro si contavano diversi insediamenti umani: oltre agli attuali quartieri di San Pietro e di Sèuna, attorno alla villa principale si contavano altri centri demici, fra cui Lollove (attuale frazione di Nuoro), Noddule/Loddune, Nurdole (Nuroloe nelle Rationes Decimarum), Occana, Gortovene, Gurtei, Toddotana, Pranu 'e bidda, Saderi/Sadiri, Ivana, Muruapertu, Bidda 'e Macras, la zona di Ribu 'e Seuna-Sedda Orthai; le vestigia di questi borghi abbandonati erano ancora visibili nell'Ottocento; alcuni di questi sono citati nel Dizionario dell'Angius-Casalis. Si deve tener conto che l'Angius non distingueva tra insediamenti medievali e nuragici, che indicava indistintamente come "vestigia di popolazioni antiche". Difatti, l'insediamento Gurtei da lui indicato è quasi certamente il villaggio attorno all'omonimo nuraghe, del quale oggi rimane praticamente nulla.
Fra il 1341 e il 1342 risultava uno dei villaggi che versava il maggior contributo di tasse alla Diocesi di Ottana nelle Rationes Decimarum , attestandosi anche come una delle uniche due pievanie (chiese rurali dotate di battistero) della diocesi. L'altra pievania era Bottidda.
Nel 1322 Ugone II di Arborea e Giacomo II d'Aragona stipularono un accordo che, confermando i diritti regali giudicali sull'Arborea, affermava i diritti del sovrano arborense anche sulle terre di Dore, ma con un'investitura extragiudicale, cioè come faudatario del re d'Aragona.
Più precisamente nel 1339 il re di Sardegna e Corsica creò la Contea del Goceano, includendovi oltre al Castello di Goceano la curatoria Dore con le ville di Nuoro, Oniferi, Orani, Orgosolo, Orotelli, Ottana, Sarule, infeudandola al giovane donnikellu arborense che poi divenne il giudice Mariano IV d'Arborea, padre di Eleonora.
Seguì un periodo di guerra tra Arborea e Aragona fino al 1388 quando Nuoro figura tra le 8 ville della Curatoria Dore che firmano il trattato di pace fra sardi e catalani. Per la Villa di Nuor firmano il Majore Arçoco Carta e i Jurados: Mariano Tolu, Gunnario Popula, Comita Dorvidi, Aramo Torla, Gunnario Asole, Mariano Quinnache, Remundo de Serra, Nicolao Tola e Parasono Matola. Nel 1414, dopo la vittoria degli aragonesi, la Contea di Goceano venne consegnata al conte Leonardo Cubello.

### Il periodo aragonese e spagnolo

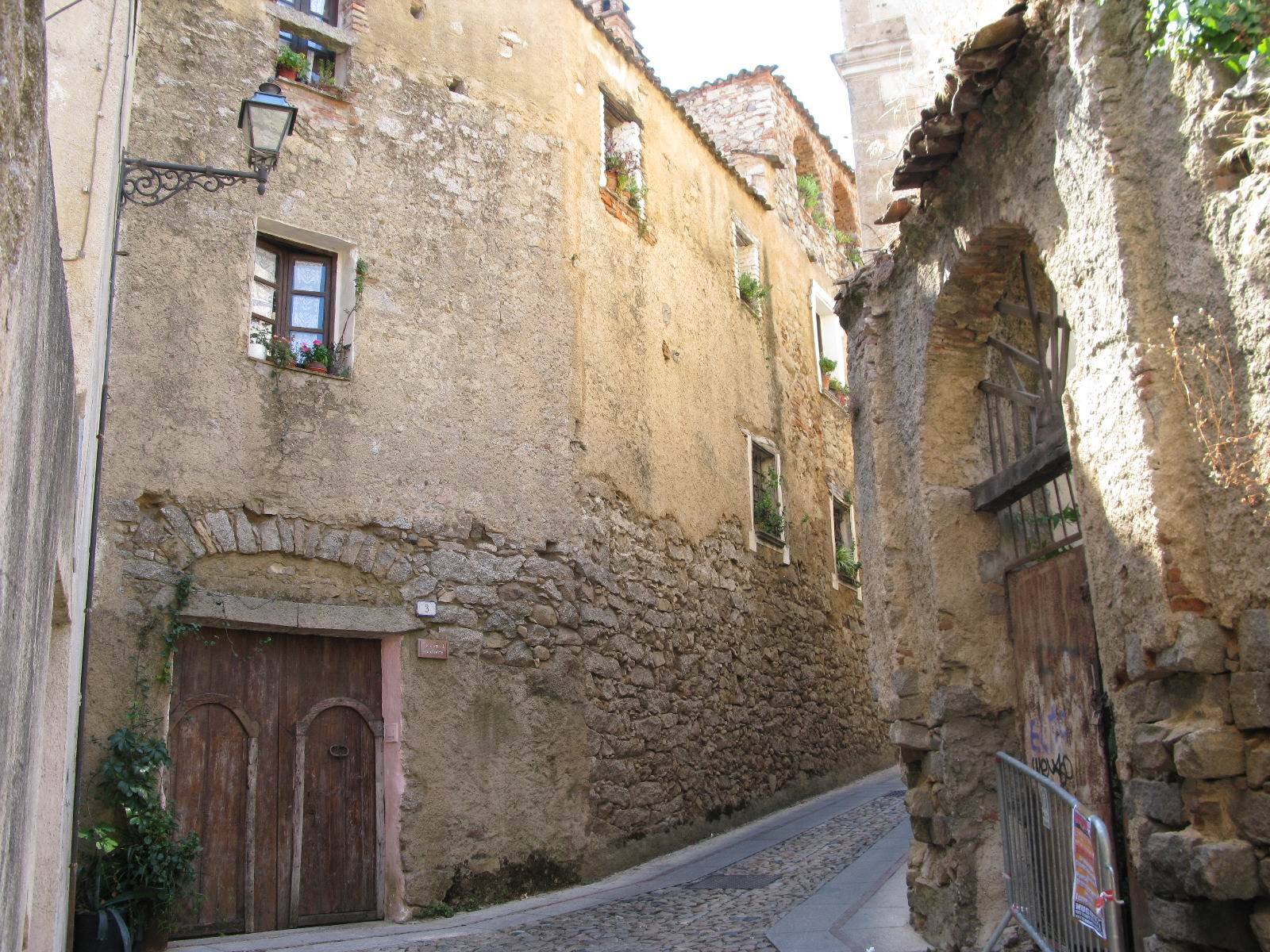
casa di San Pietro

Fra le popolazioni era radicato un sentimento antiaragonese tant'è che sia il Goceano che il Nuorese vengono segnalati nel 1421 come zone ribelli al sovrano aragonese e fedeli al Cubello.
Nel XV secolo si assistette all'introduzione del sistema feudale, sconosciuto nella società giudicale. Nel 1477 la contea di Goceano, sequestrata al ribelle Leonardo Cubello, venne assegnata al demanio reale e gli Acta curiarum regni Sardiniae del 1485 riportano che i territori della curatoria di Dore, benché fossero un settimo dei possedimenti reali in Sardegna, contavano un terzo dei fuochi fiscali.
Nel 1479, alla nascita della corona di Spagna, il Regno di Sardegna entrò automaticamente a farne parte. Avvenirono anche grandi cambi religiosi: nel 1503 venne soppressa la Diocesi di Ottana e, assieme alle antiche diocesi di Bisarcio e di Castro, venne ricompresa nella nuova diocesi di Alghero.
Gli ultimi decenni del secolo furono caratterizzati da una certa vivacità culturale. La nascita delle confraternite aveva dato una spinta importante alla vita religiosa del villaggio. La prima fu quella del Rosario, fondata da Pascalino Floris il 20 gennaio 1572. La seconda fu quella di Santa Croce, fondata dal gesuita sassarese Giuseppe Vargiu nel 1579. La terza, quella di San Carlo Borromeo, risulta contestuale alla fondazione della chiesa da parte del nobile don Pietro Paolo Pirella Satta, tra il 1611 (anno di beatificazione del vescovo milanese) e il 1630, anno di morte del Pirella.

#### L'Encontrada de Nueronel Seicento feudale
Nel 1616 l'Encontrada de Nuero con Nuoro-Orgosolo-Locoe-Lollove faceva parte del grande e ricco Marchesato di Orani comprendente anche le encontrade di Orani, Bitti e Gallura. Il Marchesato era feudo di Anna Portugal e Fernandez de Silva e confinava col feudo Barbagia di Ollolai, col Marchesato del Marghine, e con i centri della Baronia di Orosei-Galtellì e con quella di Posada o Monalbo.

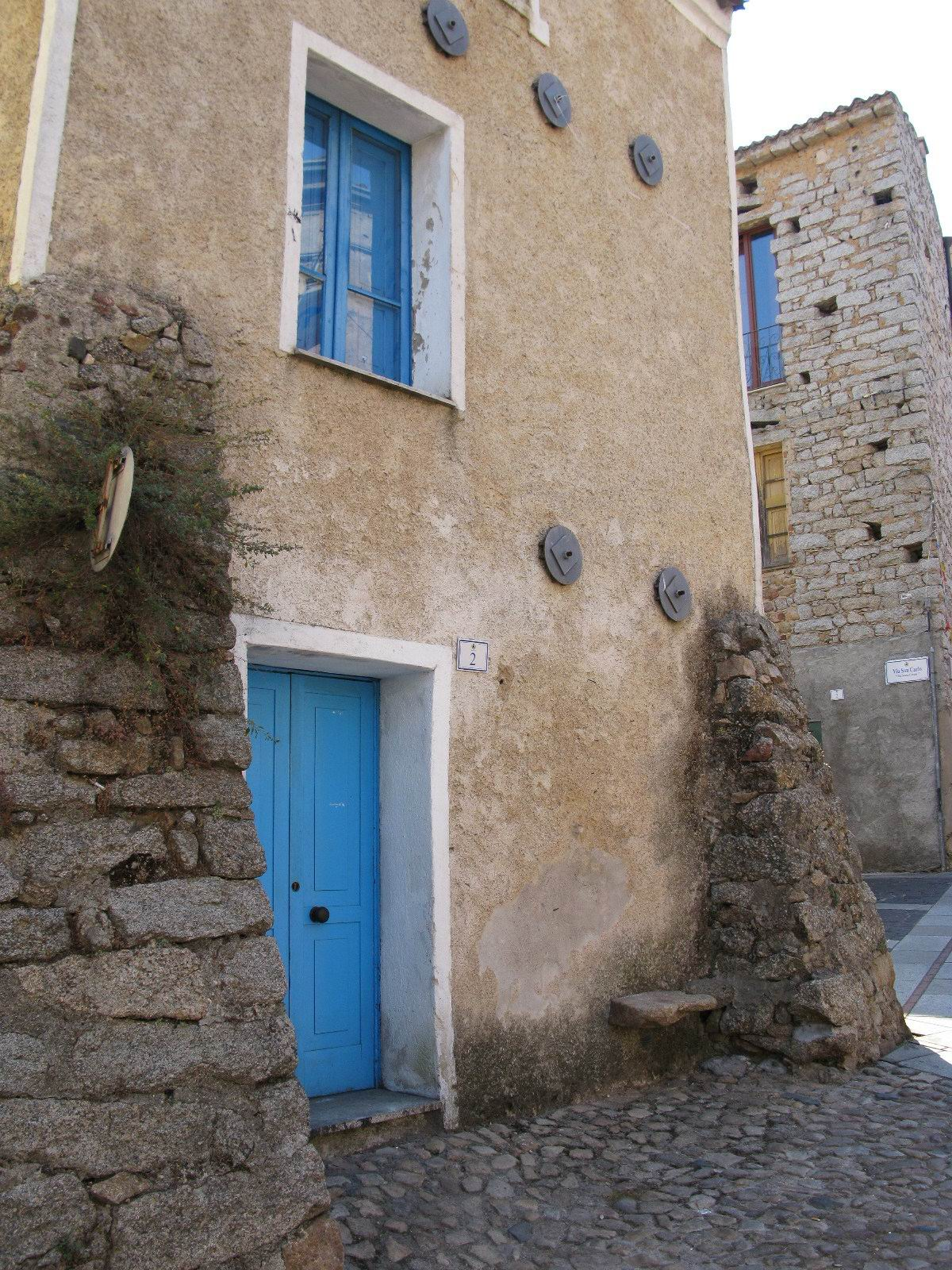
La "casa dei contrafforti" nel quartiere di San Pietro

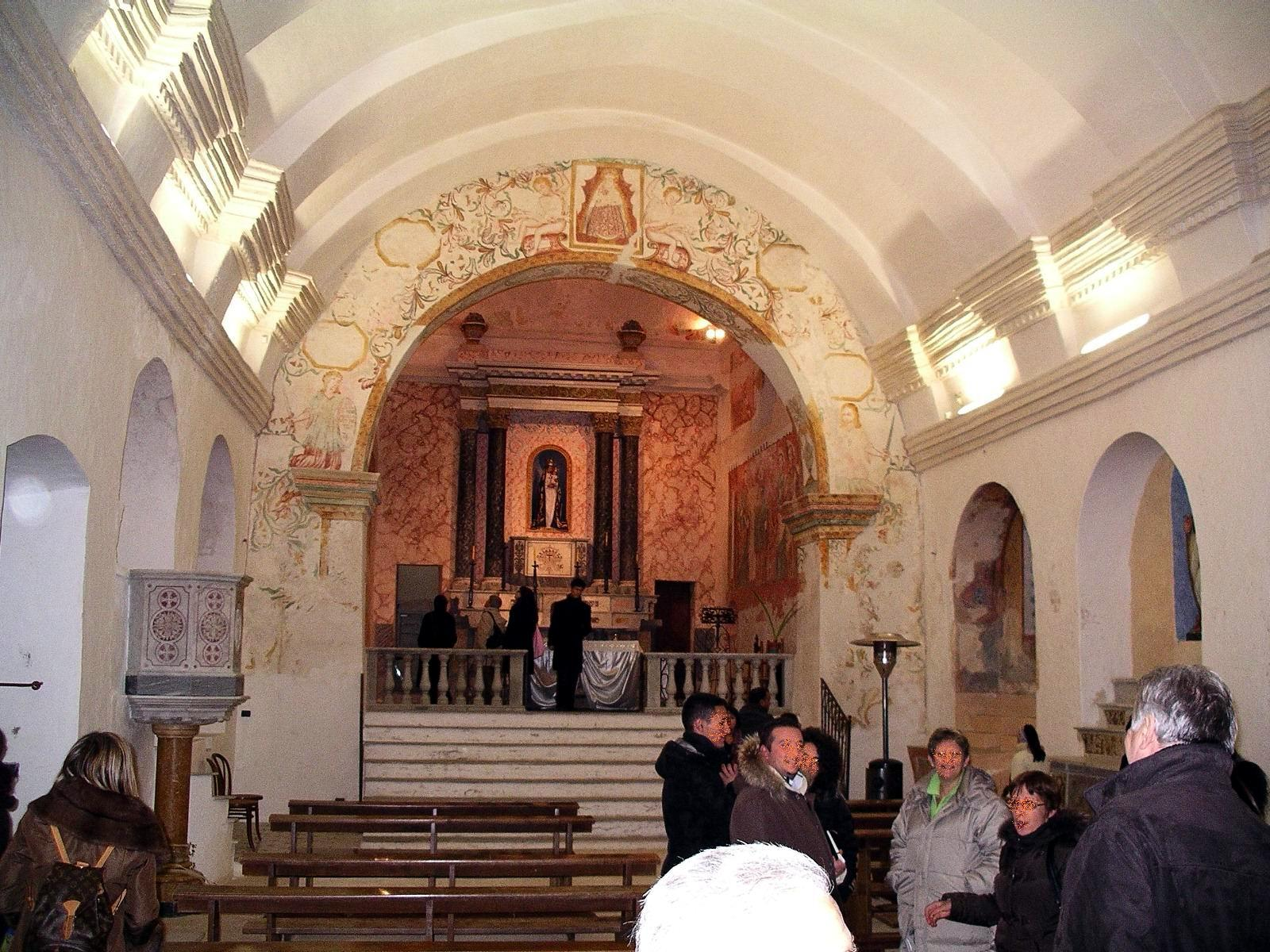
La seicentesca Chiesa di N.S. delle Grazie

La villa, pur se soggetta alle fluttuazioni dovute a carestie e pestilenze, era abbastanza popolosa. Negli atti del Parlamento del Viceré Geronimo Pimentel si riportano due censimenti: Nuoro, nel censimento del 1592, contava 826 fuochi, che nel 1626 si erano ridotti a 608, per una popolazione stimabile in 1 800 abitanti.
Nel 1601 vi è la prima traccia di un síndico, ossia di un rappresentante legale dei vassalli: Pedro Pablo Pirella Satta, che sarà nuovamente in carica nel 1609 insieme a Juan Estevan Manca.
Nel villaggio era operativo il tribunale dell'inquisizione: nella relazione del visitatore Juan baptista Rincón de Ribadeneyra, del 1613, risulta che Nuoro contava su un commissario del Sant'Uffizio, il sacerdote Antonio Freso di Ozieri, e sei famigli.
Gli antichi rioni di Nuoro erano allora quelli ancora noti come storici:
- Santu Predu;
- Su Serbadore;
- Santa Ruche;
- Santu Càralu;
- S'Ispina Santa;
- Corte in susu;
- Séuna;
- Sa corte de sos sette fochiles (grande cortile sul quale si affacciavano sette focolari, sette case);
- Su puthicheddu (pozzo in epoca moderna essiccato);
- Fossu Loroddu (letteralmente ‘fosso sporco’, dove si era soliti buttare l'immondizia);
- Santu Milianu;
- Santu Nicola (zona intorno all'antica chiesetta di San Nicolò, andata poi in rovina);
- Sa Bena (fonte pubblica e abbeveratoio per il bestiame posto nell'attuale incrocio tra via Gramsci e via Manzoni).

#### I capitoli della villa di Nuoro nel parlamento sardo
Alla fine del XVII secolo, a seguito di pestilenze e carestie si registra un crollo demografico.
Dal censimento del 1698, Nuoro era il centro abitato più popolato dell'Encontrada de Nuero, della Barbaja Ololay e Marquesado de Orani.

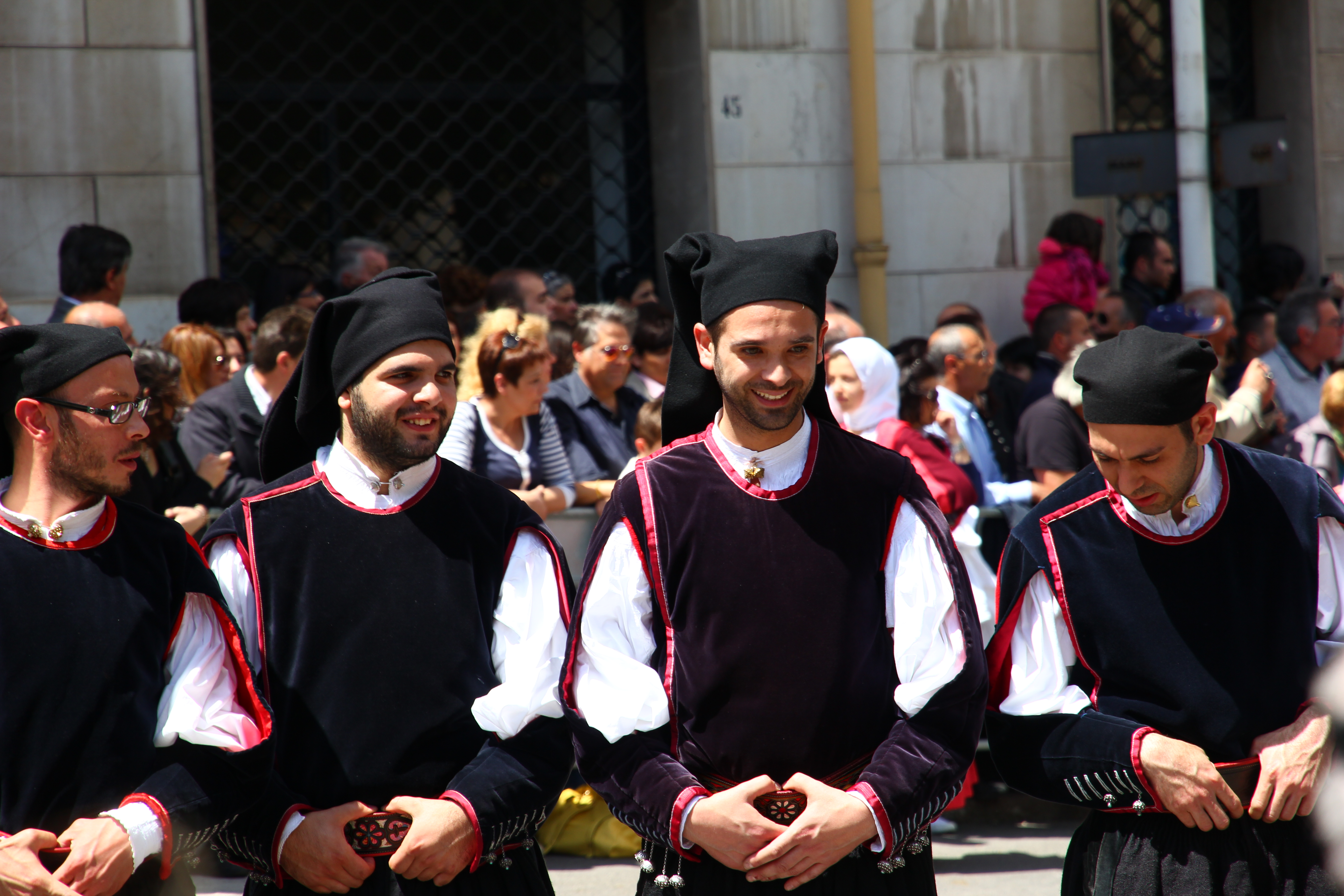
Abito tradizionale maschile di Nuoro

Nel 1614 Don Antonio Satta riuscì a vincere una causa contro il primo tentativo di aggregazione del Capitolo di Alghero. Nel 1671 un secondo tentativo fu sventato dai maggiorenti nuoresi che si rivolsero direttamente alla Curia romana. Il Sindaco supplicò il sovrano Carlo II di Spagna affinché intercedesse con il Santo Padre per la trasformazione della parrocchia in abbazia. Chiese inoltre lo scorporo dalla diocesi di Alghero e l'unione con l'antica diocesi di Galtellì. Segnalò infine, per rafforzare tale richiesta, le vessazioni doppie imposte ingiustamente dal Capitolo algherese con il pretesto del real donativo, del sussidio alle galere, del seminario.

### Il Regno di Sardegna dalla Spagna ai Savoia
Nel 1779 il pievano don Salvatore Roig di Ozieri aspirava a diventare vescovo della mitra dell'antico vescovado di Galtellì, con sede a Nuoro, con l'emanazione della bolla Eam inter caeteras di Papa Pio VI. Fu ricostituita la diocesi che assunse il nome Galtellinensis-Nuorensis. Il primo vescovo fu monsignor Giovanni Antioco Serra Urru.

Nuoro divenne sede del Tribunale di Prefettura (1807), città nel 1836, e sede di Divisione Amministrativa e di Intendenza nel 1848 (in pratica una terza provincia sarda, dopo Cagliari e Sassari); poi l'ultimo titolo fu ridotto nel 1859 a quello di sottoprefettura. Si sviluppò perciò come centro amministrativo a partire dalla seconda metà dell'Ottocento, periodo in cui si aprì ad un rilevante insediamento di funzionari piemontesi del Regno di Sardegna e commercianti continentali. Così avrebbe in seguito descritto questo passaggio storico il Satta: 
(Salvatore Satta, Il giorno del giudizio, 1977)

#### Rivolta "de su Connottu"
L'episodio trae origine a seguito dell'emanazione nel 1865 di una legge con la quale si aboliva l'istituto dell'ademprivio e si imponeva una tassazione particolarmente onerosa sulle abitazioni. Questo provvedimento era stato preceduto dall'Editto delle chiudende, emanato nel 1820 dall'allora re di Sardegna Vittorio Emanuele I, e autorizzava la chiusura dei terreni che erano fino ad allora di proprietà collettiva, introducendo di fatto la proprietà privata.
Il 26 aprile 1868, al culmine della tensione, diverse centinaia di cittadini assaltarono il palazzo del municipio e diedero alle fiamme gli atti di compravendita dei terreni del demanio.
Il banditismo, che dopo Su Connottu si pretese almeno in parte corroborato da sentimenti di ribellione al nuovo regime dei suoli, ebbe una recrudescenza e lo Stato rispose con l'invio di truppe di polizia, numerose quanto poco efficaci nel contrastare grassazioni e faide. Verso la fine del secolo si manifestò il fenomeno dell'emigrazione verso il continente americano e il Nord-Europa. Sul finire del secolo gli abitanti erano circa 7 000.

### Il Novecento

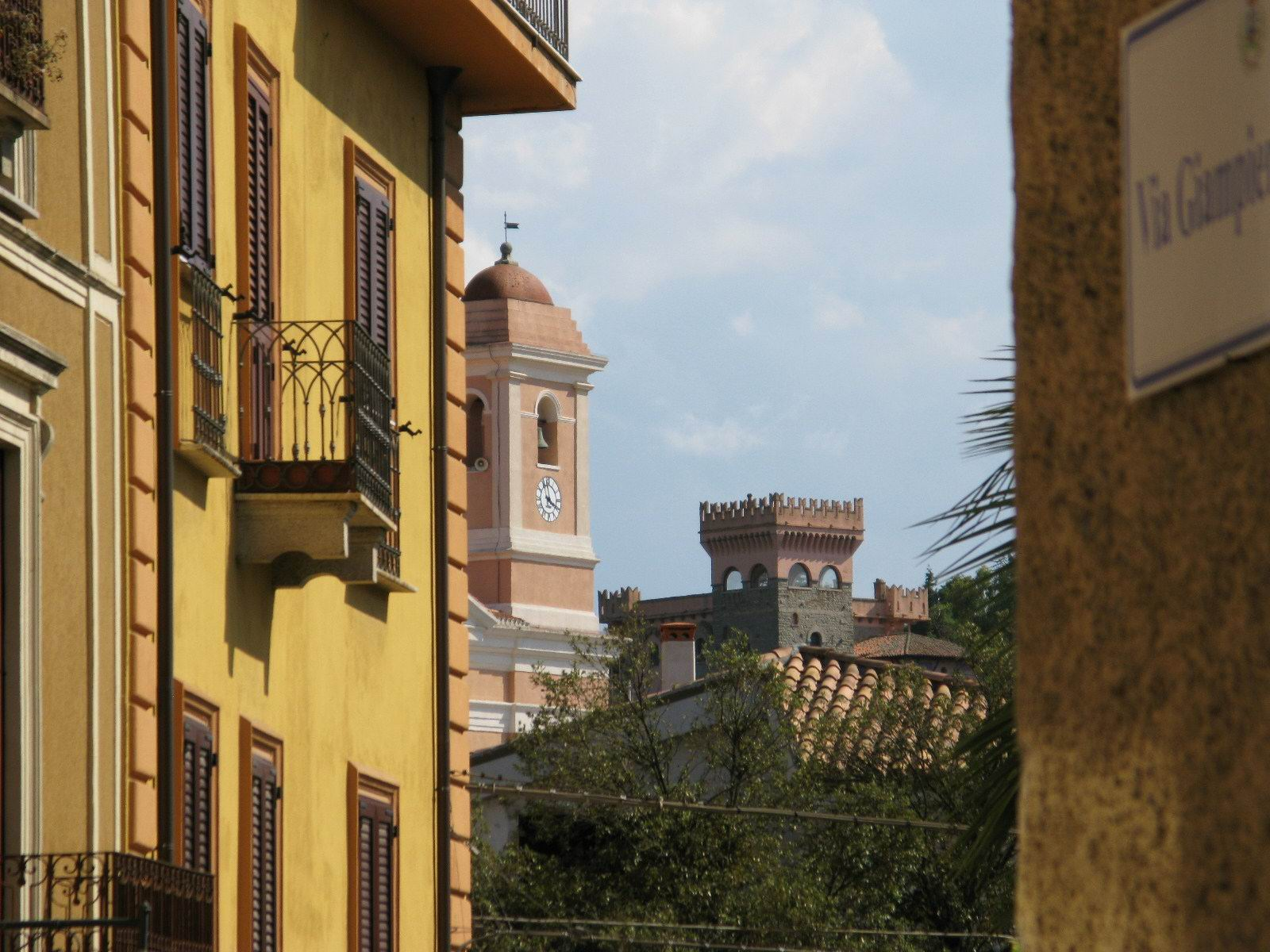
Uno scorcio da piazza San Giovanni

Con il Novecento il fermento culturale che avrebbe dato vita all'importante avanguardia artistica sarda si giovò del notevole miglioramento dei trasporti per la comunicazione col continente, ed anzi prese proprio questa a suo obiettivo; pian piano, si fecero conoscere oltremare le opere di Grazia Deledda, dei pittori, dei poeti. Celebri per il notevole pregio le sculture di Francesco Ciusa. Nuoro divenne un centro culturale di grande rilievo. Con l'allargamento dei servizi e dei posti di lavoro amministrativi, iniziarono a trasferirsi a Nuoro molti abitanti dei paesi vicinanti e fra questi alcuni artisti.

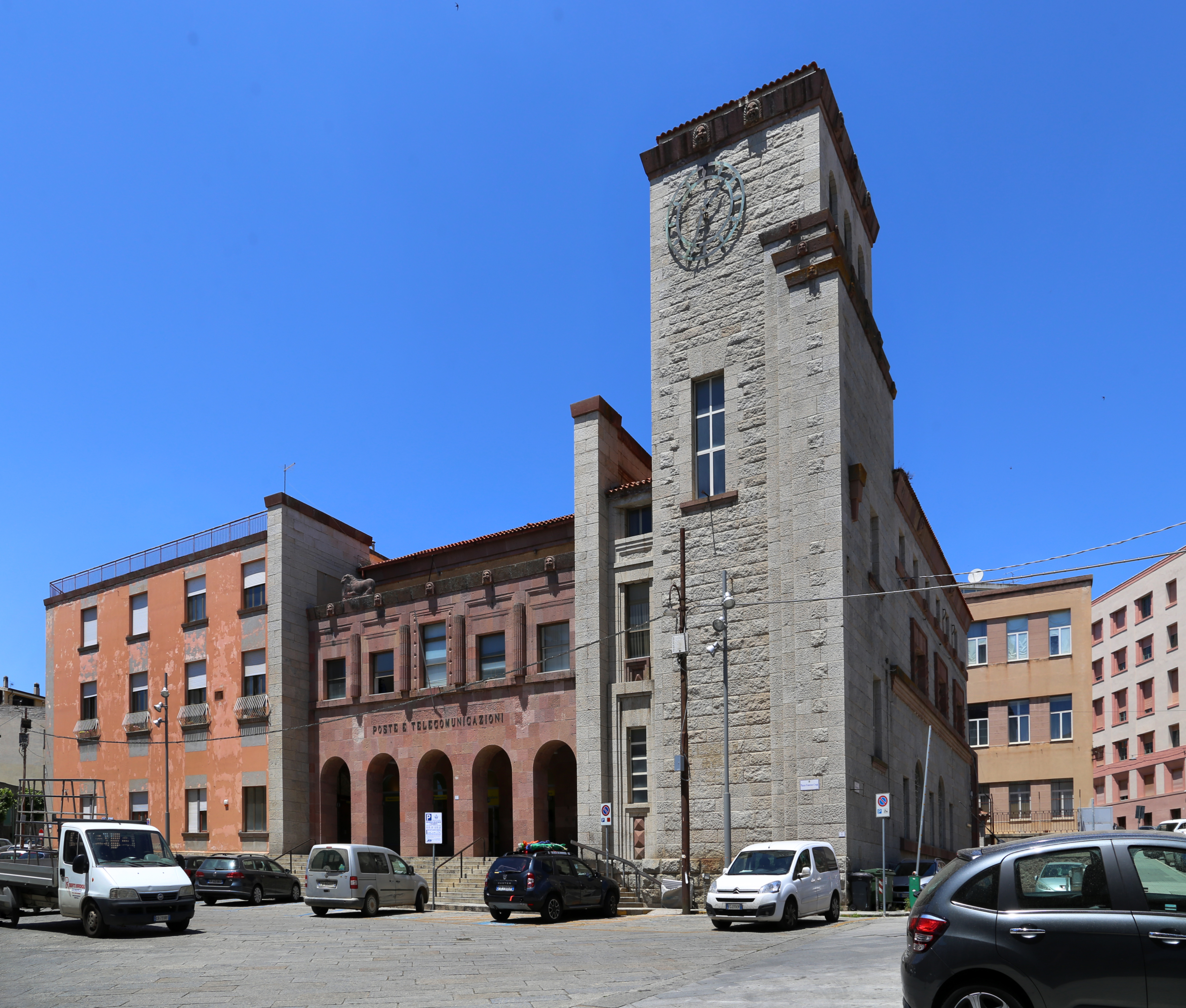
L'edificio di epoca fascista delle Poste

Passate la guerra italo-turca e la prima guerra mondiale con un elevato numero di caduti, si ebbero in città i primi sviluppi delle sinistre. Uno dei principali attivisti fu l'avvocato Salvatore Sini, impegnato in molte campagne fra le quali una per la fondazione di una lega delle donne operaie; è noto anche come autore del testo di No potho reposare. Nel 1921 fu visitata da David Herbert Lawrence, il quale voleva conoscere i luoghi dove erano ambientati i romanzi della Deledda; di questa fugacissima tappa, restano alcune interessanti pagine di Mare e Sardegna. Nel 1926 fu conferito il premio Nobel alla cittadina Grazia Deledda.
Avendo già assunto almeno moralmente questo ruolo, ed essendola in pratica già stata nel secolo precedente, nel 1927 Nuoro ridivenne provincia. Nel 1931 raggiunse i 9 300 abitanti.

### XXI secolo
Nel 2024 Nuoro conferma il macabro primato di città con il maggior numero di omicidi in Italia in rapporto alla densità degli abitanti.

### Simboli
Lo stemma della città di Nuoro è risalente all'Ottocento e deriva dallo stemma di monsignor Giovanni Maria Bua, amministratore apostolico di Galtellì-Nuoro nel secolo XIX, sotto il quale Nuoro divenne città nel 1836. Esso è composto da tre montagne simbolo delle tre regioni del Marghine, dell'Ogliastra e della Barbagia. Il bue, oltre a richiamare il cognome del vescovo, simboleggia la vocazione pastorale del territorio. Infine troviamo il sole e l'albero eradicato, simbolo del giudicato di Arborea, quest'ultimo rimosso dallo stemma nel 1945.

## Monumenti e luoghi d'interesse

### Architetture religiose

#### La cattedrale di Santa Maria della Neve

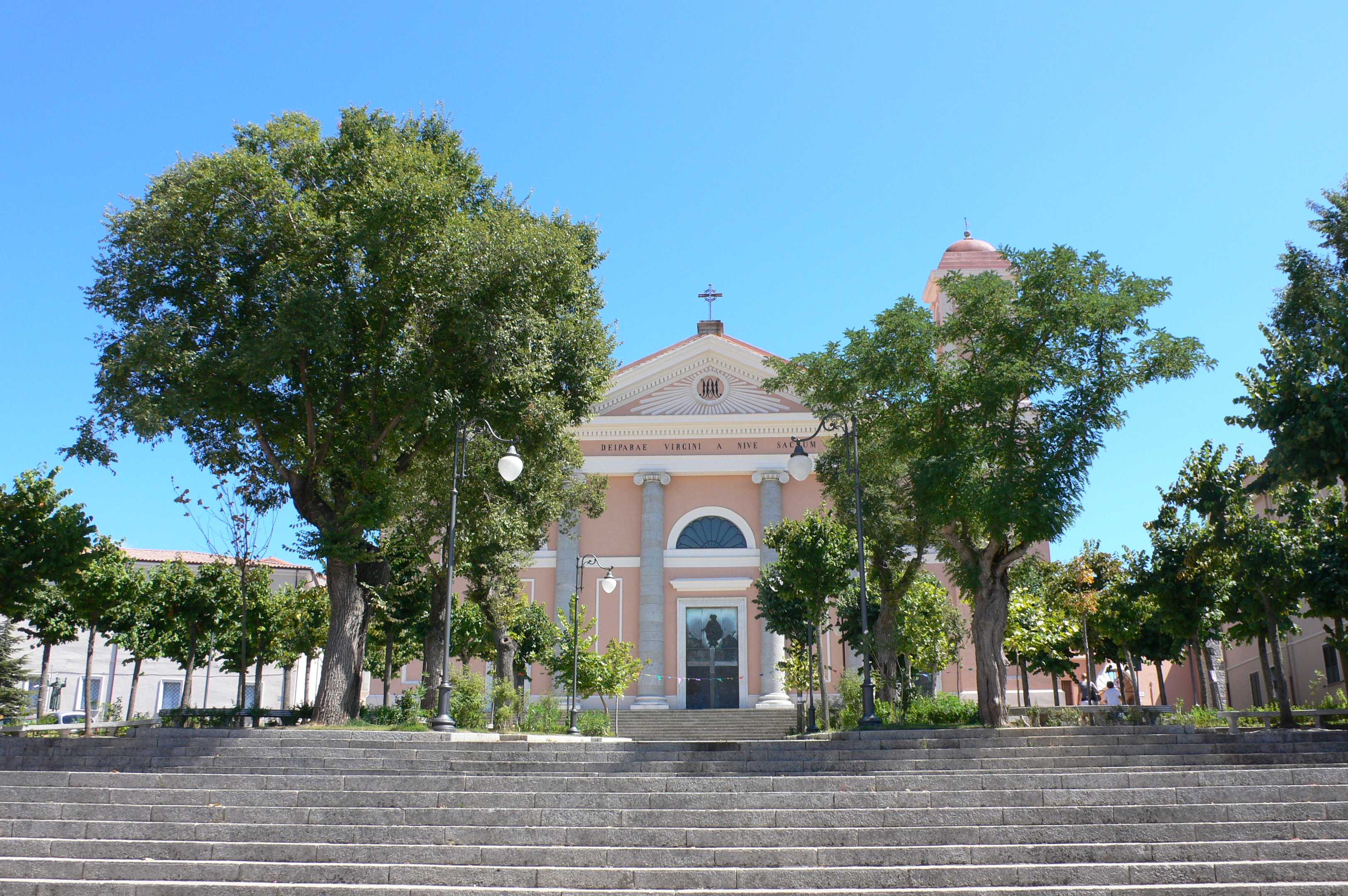
Cattedrale

La cattedrale di Santa Maria della Neve è un monumento del XIX secolo, in stile neoclassico. Eretta per volontà del vescovo Giovanni Maria Bua nella prima metà del XIX secolo. Il progetto venne affidato all'architetto Antonio Cano. La posa della prima pietra risale al 12 novembre 1835 e i lavori terminarono con la consacrazione del 29 giugno 1853.
Oltre all'altare maggiore dedicato a santa Maria della Neve, furono affrescati nel soffitto ed eretti nella navata sinistra gli altari: Vergine del Carmelo, Madonna della Salute, Sacro Cuore; nella navata destra gli altari: San Salvatore da Horta, Santa Lucia, Madonna di Lourdes.
All'interno è presente una tela rappresentante la deposizione di Cristo, a lungo attribuita erroneamente al pittore bolognese Alessandro Tiarini.
Questa nuova cattedrale prese il posto dell'antica pieve di Santa Maria ad Nives. Durante il periodo di costruzione della nuova cattedrale, la Diocesi di Nuoro utilizzò come cattedrale la chiesa de "Sa Purissima", un'antica chiesa oramai perduta situata nel Corso Garibaldi.

#### La chiesa della Madonna delle Grazie (Nostra Sennora 'e sa Gràssia)

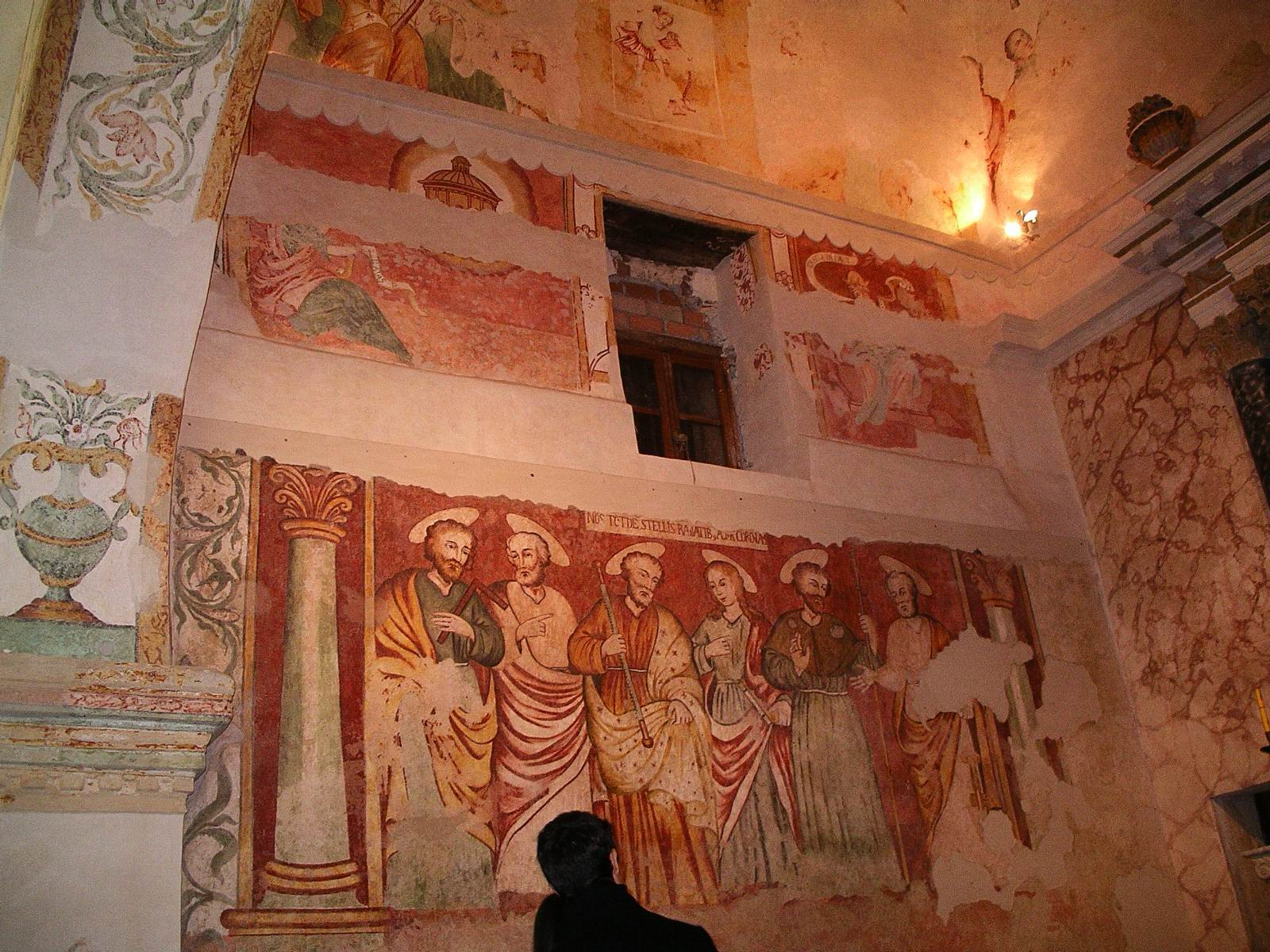
L'antica chiesa delle Grazie. Affreschi

Il 22 ottobre 1679 il vescovo di Alghero Francesco Lopez de Urraca concedeva a Nicolau Ruju Manca la "permissione di poter fabbricare una chiesa in onore della Vergine delle Grazie di Nuoro". 
La chiesa si trova nell'antico quartiere di Sèuna. La facciata presenta un portale centrale, con due semicolonne sulle quali poggia un doppio architrave modanato sormontato da un timpano triangolare in trachite. Il portale è sormontato da un rosone. Gli stipiti e i capitelli delle colonne sono decorati con figure zoomorfe e floreali che rimandano al linguaggio decorativo gotico-catalano. Sulla fiancata destra si apre un terzo ingresso che, in tempi remoti, conduceva all'esterno in un ampio spazio, delimitato da colonne, che fungeva da ostello per i pellegrini. Sulle fiancate vi sono infine loggette che interrompono, alleggerendolo, il volume massiccio della costruzione. Nella chiesa sono conservati pregevoli dipinti risalenti al XVIII secolo.

#### Le altre antiche chiese

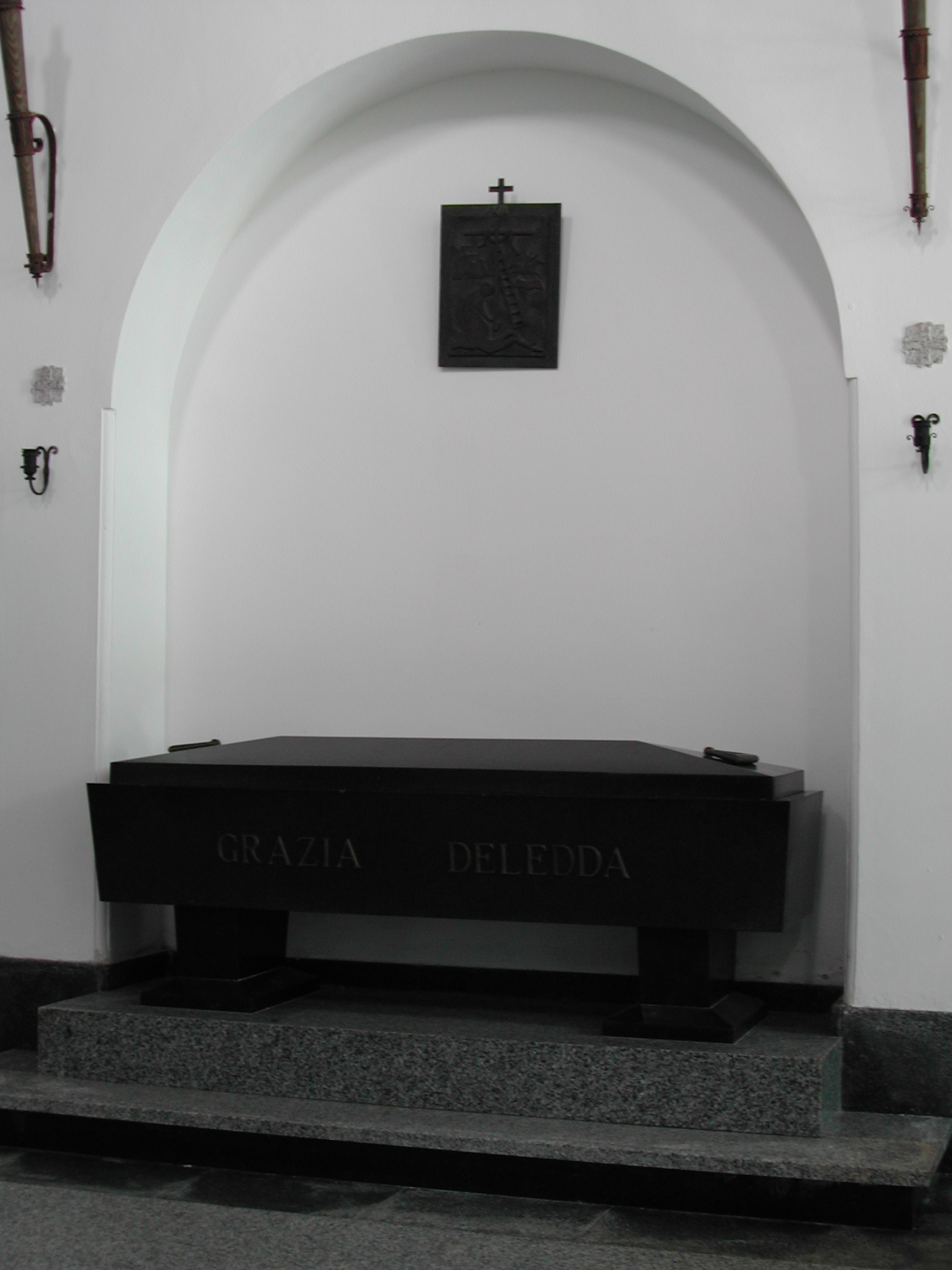
Tomba di Grazia Deledda nella Chiesa della Solitudine

- Chiesa del Rosario (Su Rosàriu) – Fu edificata di fronte all'antica chiesa di San Pietro, nel quartiere San Pietro, nei pressi della casa di Grazia Deledda.

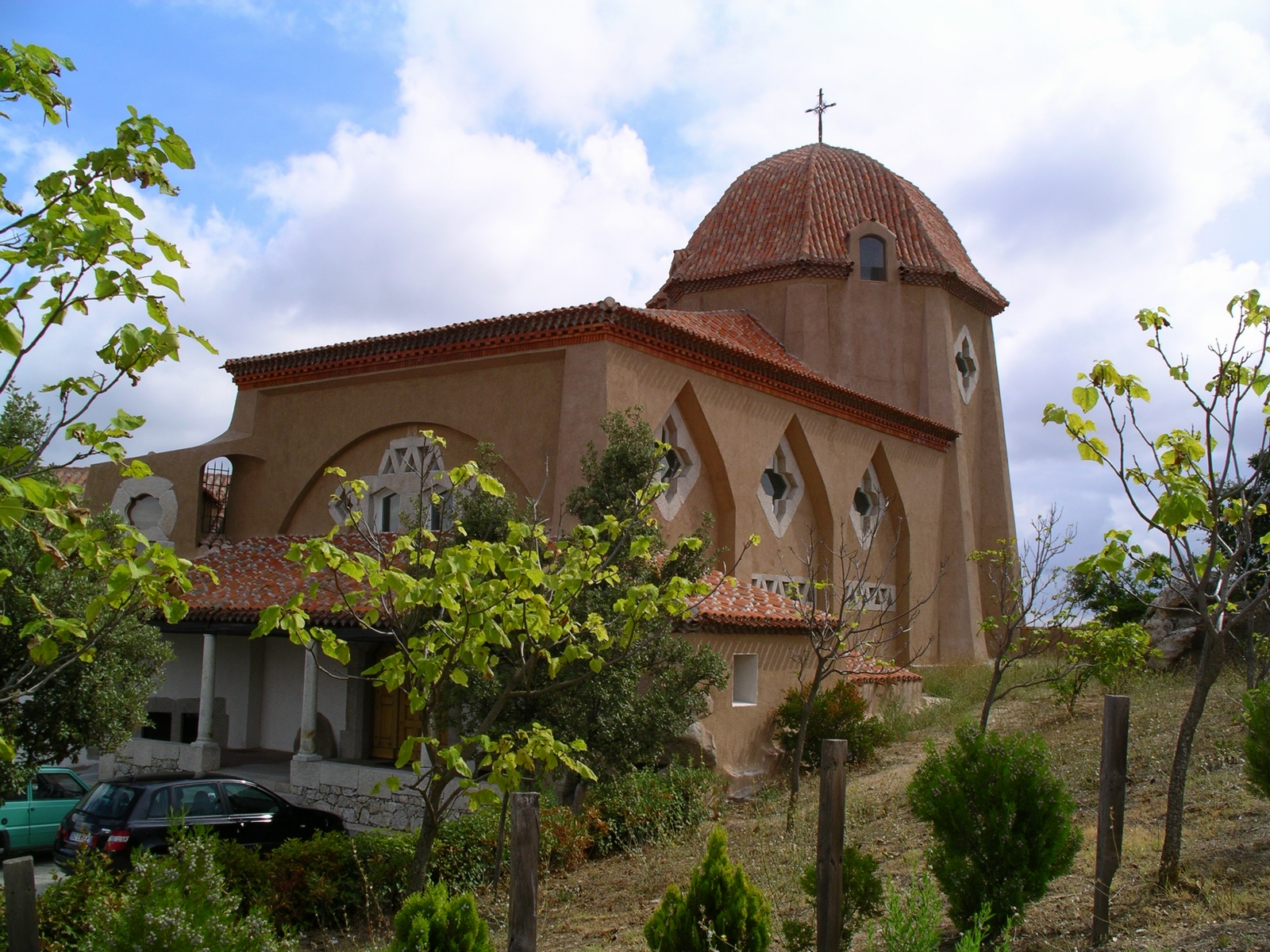
Nuoro, monastero delle Carmelitane Scalze e chiesa di Salvatoris Mater, opera di Savin Couelle

- Chiesa di Santa Croce (Santa Ruche) – del XV-XVI secolo, antica sede di una confraternita, prossima alla piazza Su Connottu nel quartiere di San Pietro. All'interno una piccola cupola, archi in trachite a sesto acuto, un Cristo di scuola fiorentina del Quattrocento, e un Cristo in croce di fattura spagnola di probabile datazione cinquecentesca.
- Chiesa del Salvatore (Su Serbadore) – Edificata prima del XV secolo, ha subito numerosi restauri che ne hanno stravolto gli esterni. Furono inoltre abbattute nel Novecento le cumbessias che servivano come appoggio per i pellegrini della festa de Su Serbadore.
- Chiesa di San Giuseppe – Facente parte del convento francescano dei Minori Osservanti.
- Chiesa di San Carlo (Santu Càralu) – L'oratorio era frequentato dallo scultore Francesco Ciusa, la cui casa natale si trova proprio di fronte. All'interno del tempio si trova la tomba dell'artista, sopra la quale è collocata una delle copie della famosa scultura La madre dell'ucciso, opera con la quale Ciusa partecipò alla Biennale di Venezia nel 1907.
- Chiesa della Madonna della Solitudine (sa Solidade) – Cara a Grazia Deledda, che la cita nelle sue opere, si trova sulla strada che conduce al monte Ortobene. Di origine seicentesca, fu demolita e ricostruita negli anni Cinquanta; al suo interno è collocata la tomba della Deledda.
- Chiesa di Santa Maria di Valverde (N.S. de Balubirde)
- Chiesa di Nostra Signora di Monte Nero (Nostra Segnora 'e su Monte)
- Nostra Signora del Carmelo (Su Càrmene) – Già San Leonardo (Santu Lenardu) in via Massimo d'Azeglio.

#### Chiese scomparse o diroccate
- San Mamiliano (Santu Milianu): viene citata come chiesa di San Julian e Sant'Emiliano, in uso fino alla fine del XVIII secolo.
- San Nicolò (Santu Nicola): in via San Nicolò.
- Santa Maria Maddalena (Sa Piedade): era in via della Pietà.
- San Pietro e Lucas (Santu Predu): sorgeva in via Chironi di fronte alla nuova chiesa del Rosario.
- San Lucifero (Santu Luziferru): in via Roma, angolo via Marconi. La facciata in mattoni è stata rinvenuta sotto l'intonaco della casa in via Marconi.
- San Giovanni (Santu Jubanne): era presso piazza San Giovanni.
- Sa Purissima (de la Purisima Concepción): fu una delle antiche cattedrali di Nuoro, edificata presso Corso Garibaldi (Bia Majore). Nel XIX secolo al suo posto fu edificato il Municipio, poi sostituito dalla sede del Banco di Sardegna.
- Sant'Elena (Sant'Elene): presso via Mons. Bua (attuale Bar Cambosu).
- Santa Barbara: in via S. Barbara presso l'Artiglieria.
- Sant'Angelo: viene citata nel dizionario del Casalis, insieme con Santa Barbara.
- Santa Lucia (Santa Luchia): era in Via Lamarmora.
- Sant'Orsola (Sant'Ùrsula): era in Via Irillai.
- Santa Marina, più tardi cointestata a Sant'Onofrio (Santu Nofre) sul colle di Sant'Onofrio, ove si trova il chiosco.
- Santa Maria del Monte, demolita per la costruzione del carcere "La Rotonda". Si trovava in via Carlo Cattaneo.
- Chiese campestri tra Balubirde e Marreri: N.S. de sa Ìtria, Santu Jacu, Santu Gabinzu, Santu Tèderu, Santu Tomeu, Santu Larentu; i ruderi si trovano alle pendici settentrionali del monte Ortobene.
- Chiese campestri Prato Sardo: San Marco Evangelista; Santu Micheli; S'Ispiritu Santu.

#### Chiese moderne
- Chiesa della Madonna delle Grazie (Sa Gràssia Noba). Si trova praticamente nel centro geometrico della città, proprio all'inizio del Corso Garibaldi.
- Chiesa di San Giuseppe (Santu Zoseppe). Costruita relativamente da poco (negli ultimi 50 anni), ha una caratteristica immagine data dall'intera struttura in mattoncini rossi sporgenti.
- Chiesa di San Domenico Savio, gestita dai Salesiani di Don Bosco.
- Chiesa di Salvatoris Mater: opera dell'architetto francese Savin Couelle, è gestita dalle Carmelitane Scalze dell'adiacente convento situato sulla collina di Cuccullio a circa 650 m s.l.m.
- Chiesa di San Paolo.
- Chiesa del Sacro Cuore di Gesù.
- Chiesa della Beata Maria Gabriella. Situata nella periferia più estrema, a pochi passi dal Carcere di Badu 'e Carros, la parrocchia è stata completata nel 1999. È realizzata in stile moderno. È dedicata alla Beata Maria Gabriella Sagheddu, nata a Dorgali.

## Siti archeologici

### Nuraghi

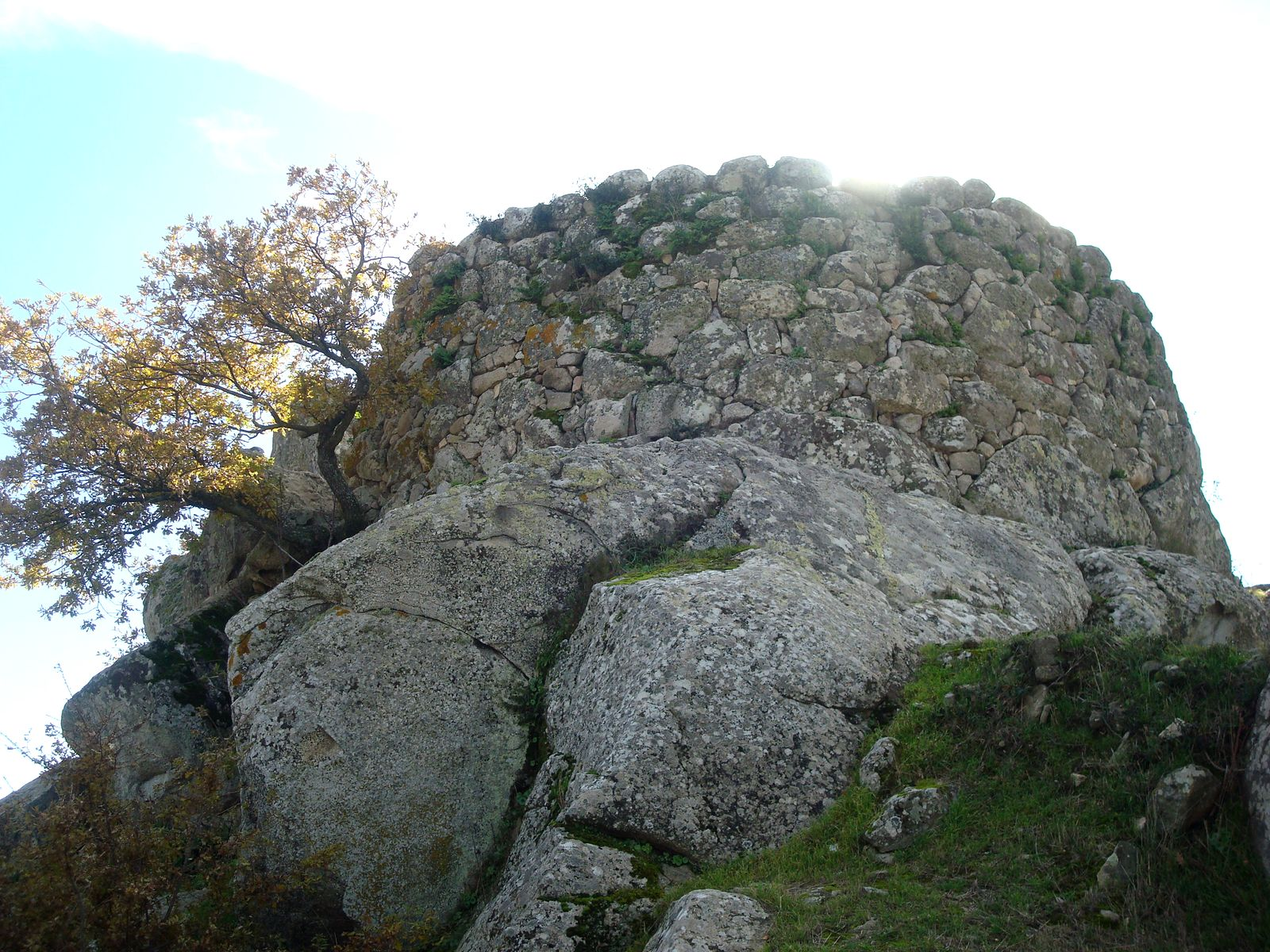
Nuraghe Tanca Manna

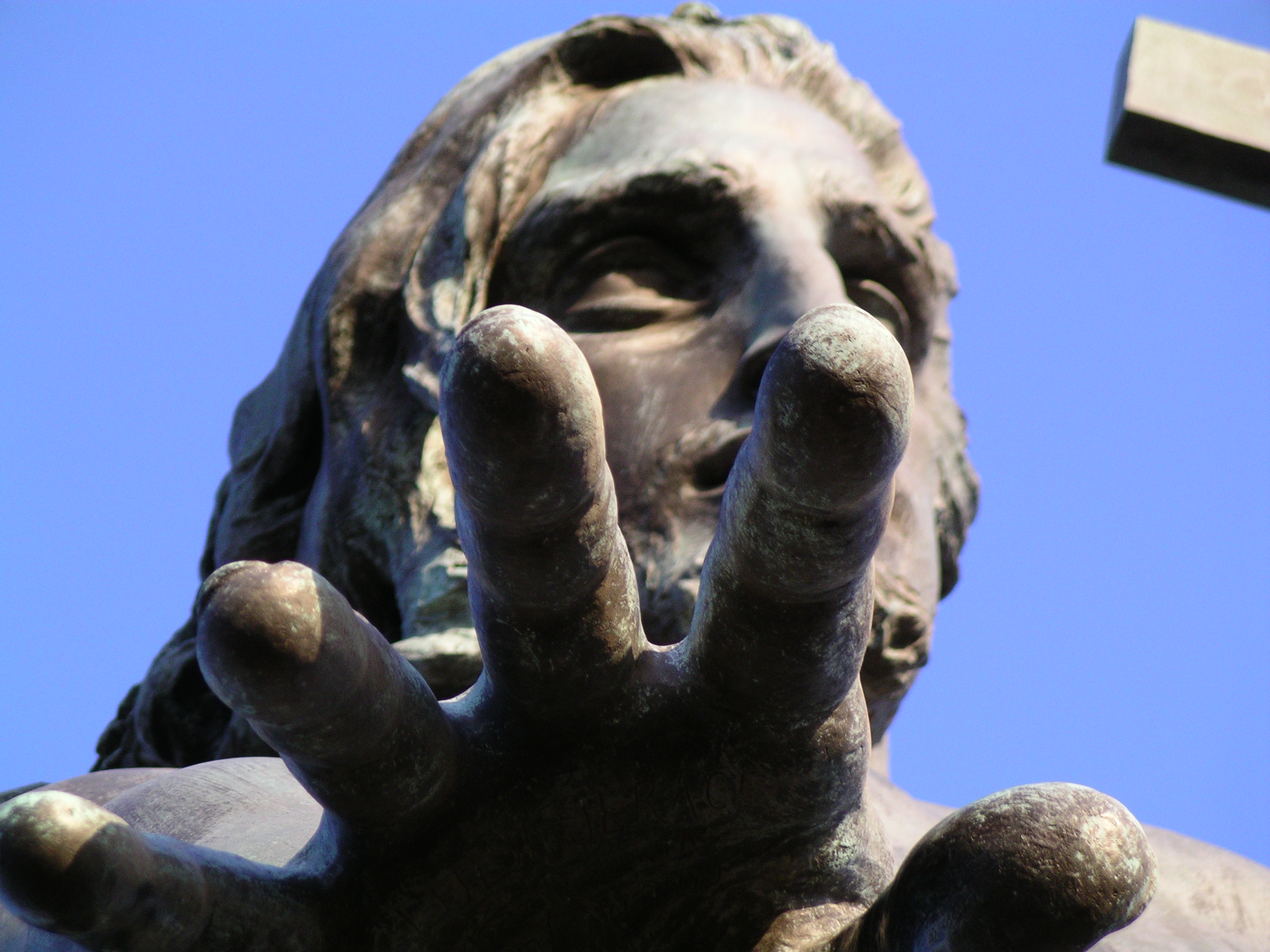
Nuoro - il Redentore - opera di Vincenzo Ierace

- Nurache Biscollai
- Nurache Corte
- Nurache Costiolu
- Nurache Curtu
- Nurache Dèo
- Nurache Durgulileo
- Nurache Feghei
- Nurache Fenole
- Nurache Funtana 'e Littu
- Nurache Gabotele
- Nurache Gurturju
- Nurache Jacupiu
- Nurache Loghelis
- Nurache Monte Gurtei
- Nurache Murichessa
- Nurache Murzulo
- Nurache Noddule o Loddune
- Nurache Nurdole
- Nurache Nuschele
- Nurache Orizanne
- Nurache Pradu 'e Leo
- Nurache Pedra Pertusa
- Nurache S'Abba biba
- Nurache Sa Murta
- Nurache Tanca Manna
- Nurache Soddu
- Nurache Sodduleo
- Nurache Su Ribu 'e su sàliche
- Nurache Su Saju
- Nurache Tertilo
- Tres Nuraches
- Nurache Tigologoe
- Nurache Ugolio

### Monumenti
- Piazza Sebastiano Satta (Costantino Nivola)
- Statua del Redentore, eretta nel 1901 (sul Monte Ortobene)
- Scultura La madre dell'ucciso (Francesco Ciusa) (nella chiesa di San Carlo)
- Porta della Città
- Porta della Barbagia con Madre mediterranea (Pietro Cascella)
- Prefettura
- Vecchio Ospedale San Francesco
- Rifugi antiaerei nuoresi
- Sa Conca, rifugio sotto roccia utilizzato come ovile (sul Monte Ortobene)
- Rocciai del Monte Ortobene – monumenti naturali
- Omaggio a Grazia Deledda – monumento dell'artista Maria Lai, presso la Chiesa della Solitudine

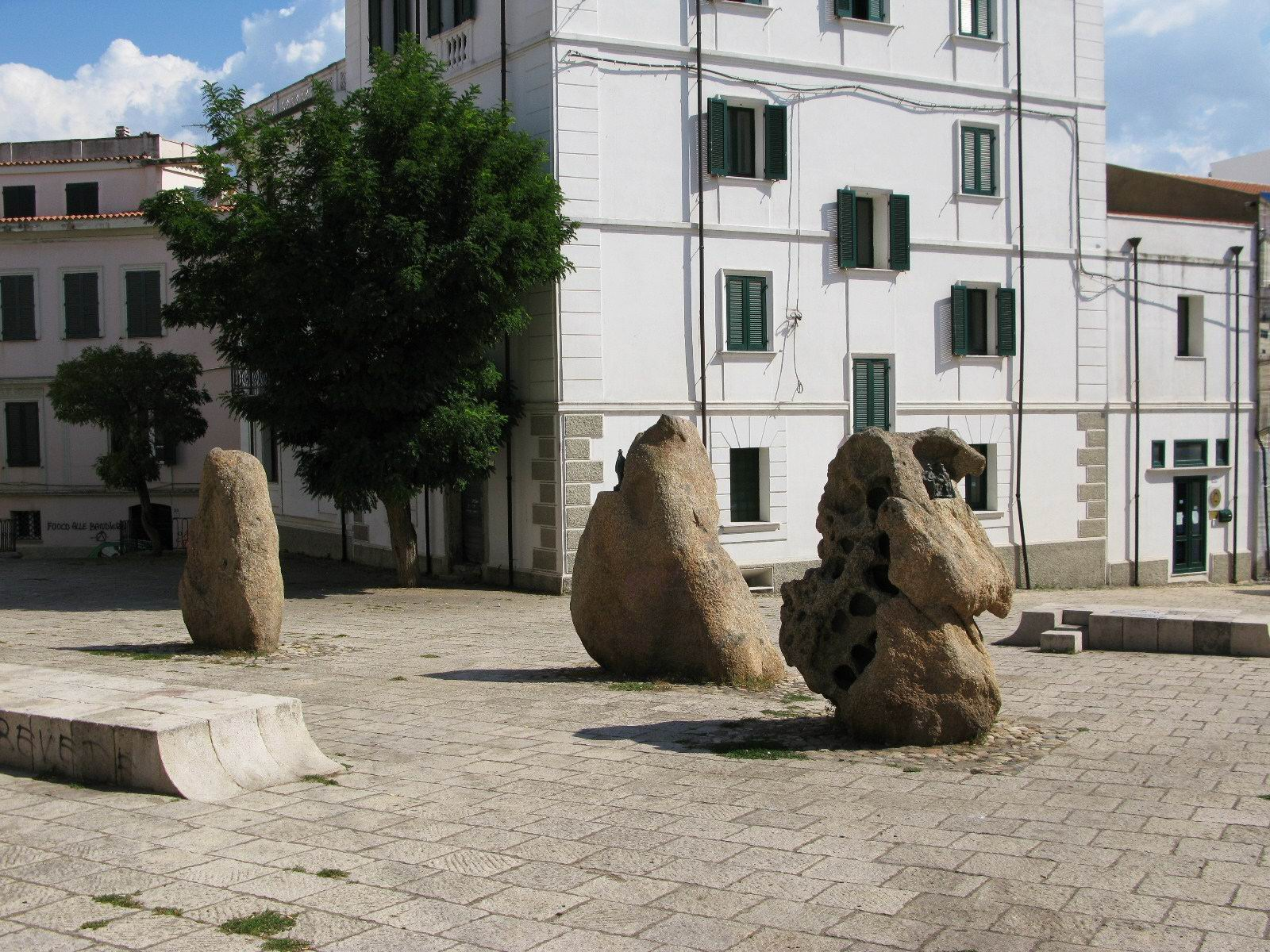
La Piazza Sebastiano Satta con alcune delle sculture di Costantino Nivola

#### Piazza Sebastiano Satta
La piazza-monumento è ubicata al centro di Nuoro, fra il corso Garibaldi e il rione di Santu Predu. L'idea di utilizzare questo spazio, la vecchia piazza Plebiscito, per onorare il "vate di Sardegna", Sebastiano Satta (1867-1914), fu perfezionata nel 1967 con l'incarico allo scultore Costantino Nivola. Nivola iniziò a eseguire una serie di schizzi e scelse la strada minimalista con l'inserimento di piccole rappresentazioni in bronzo in giganteschi massi granitici provenienti dal monte Ortobene, anche al fine di legare il paesaggio urbano e quello del Monte visibile sullo sfondo della piazza.

### Vie principali

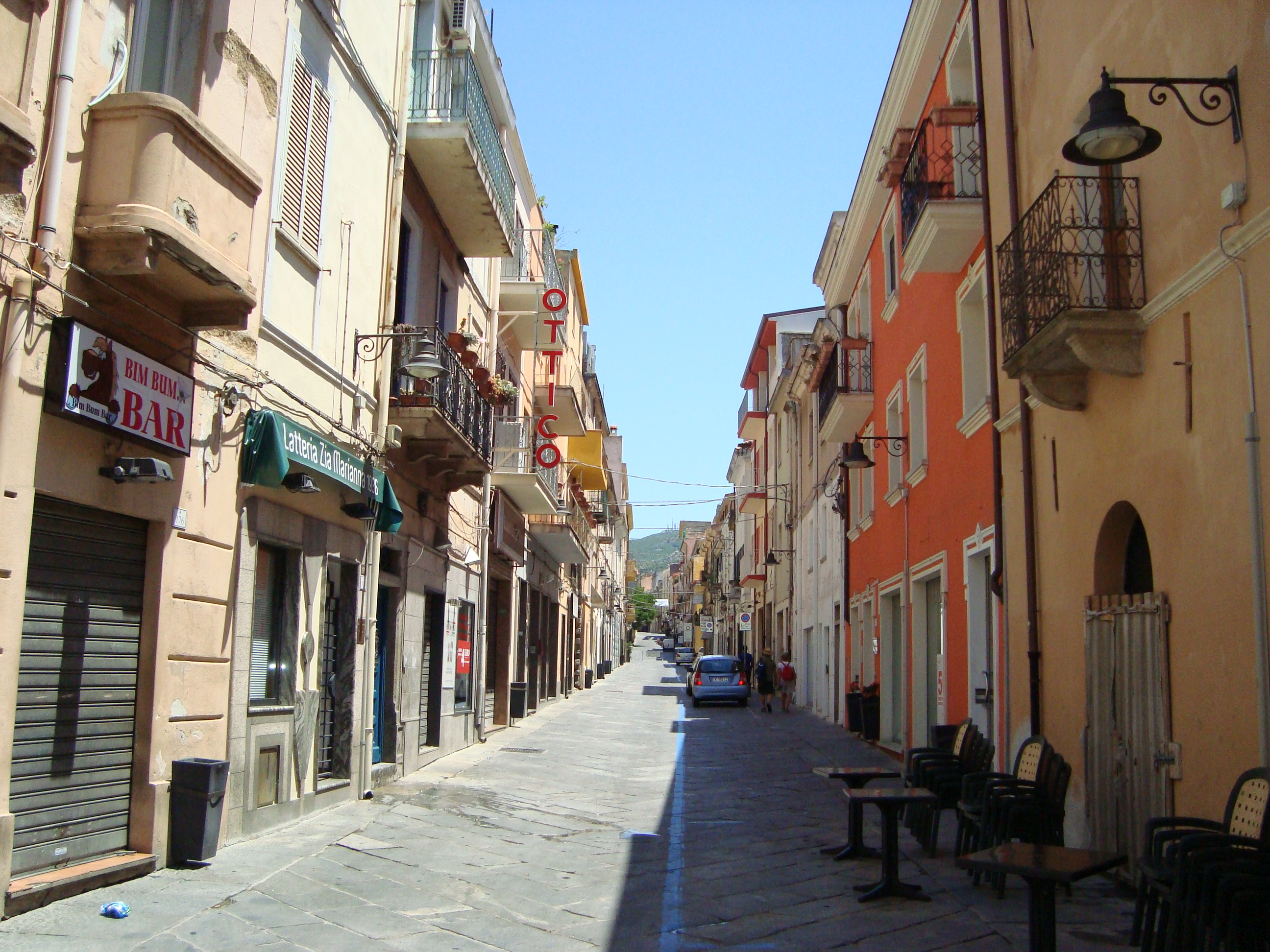
Il corso Giuseppe Garibaldi

Il Corso Garibaldi è la via principale di Nuoro ed è meta di nuoresi e turisti per via delle attività commerciali e bar presenti, tra cui lo storico Caffè Tettamanzi.

### Il colle di Sant'Onofrio
Il colle di Sant'Onofrio è meta dei nuoresi e dei turisti per la presenza di un parco e anche di Villa Antonietta, comunemente chiamata dai Nuoresi «Castello di Sant'Onofrio», visitabile solo con il consenso dei proprietari in quanto abitata.

### Il borgo di Lollove
Si tratta di un borgo di origini medievali, abitato da poche unità di residenti. Fra i ruderi abbandonati e le poche case abitate si erge la chiesetta seicentesca della Maddalena, in stile tardo-gotico.

### Caffè storici

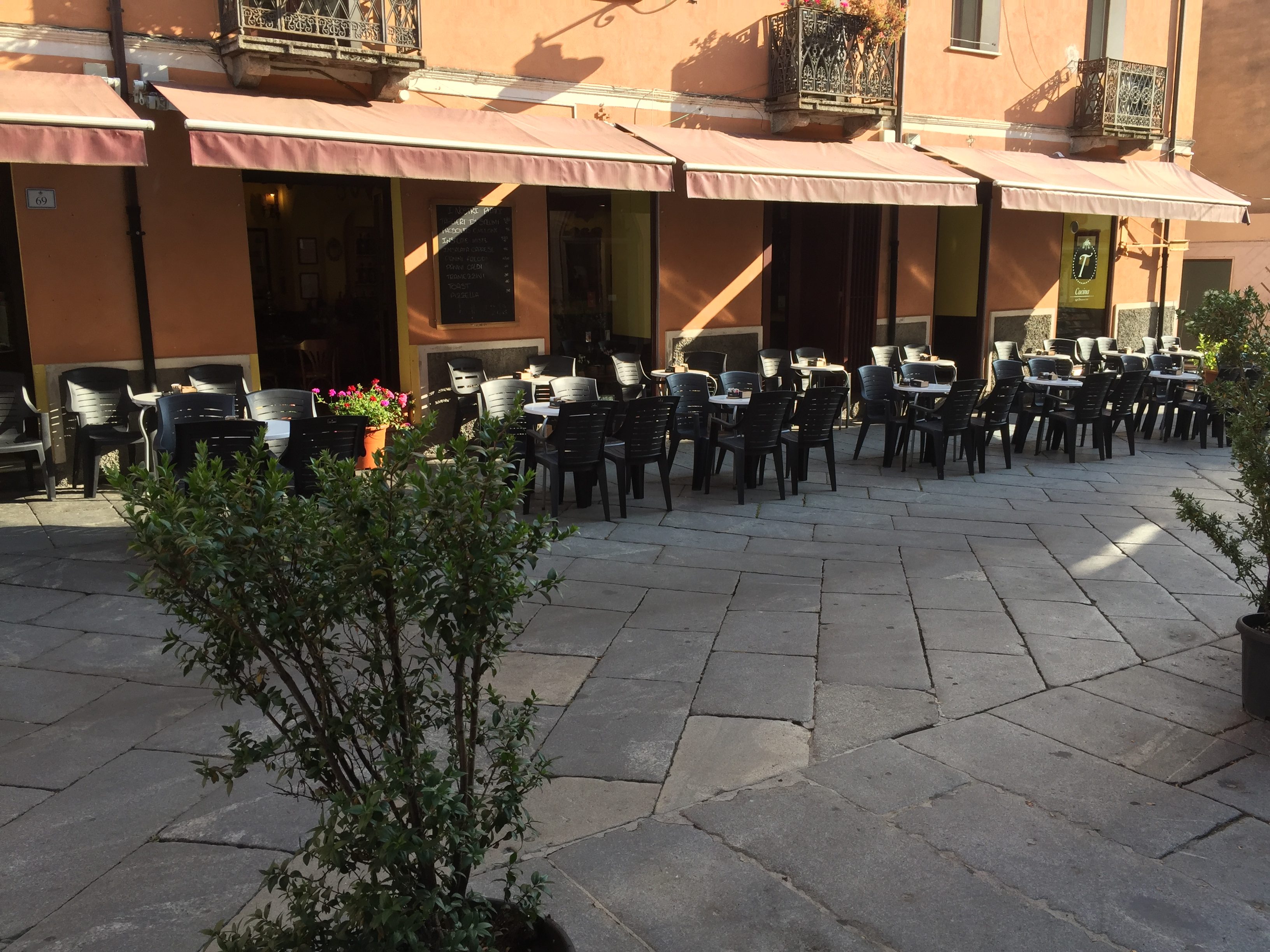
L'antico Caffè Tettamanzi

Il principale caffè storico è il Caffè Tettamanzi, fondato nel 1875 e situato nel Corso Garibaldi. Chiamato anticamente Bar Majore, questo caffè è ancora oggi punto di ritrovo di Nuoresi e turisti. Altro caffè storico di Nuoro è il Bar Cambosu, fondato nel 1921 e anch'esso situato nel centro storico della città.

### Il Monte Ortobene

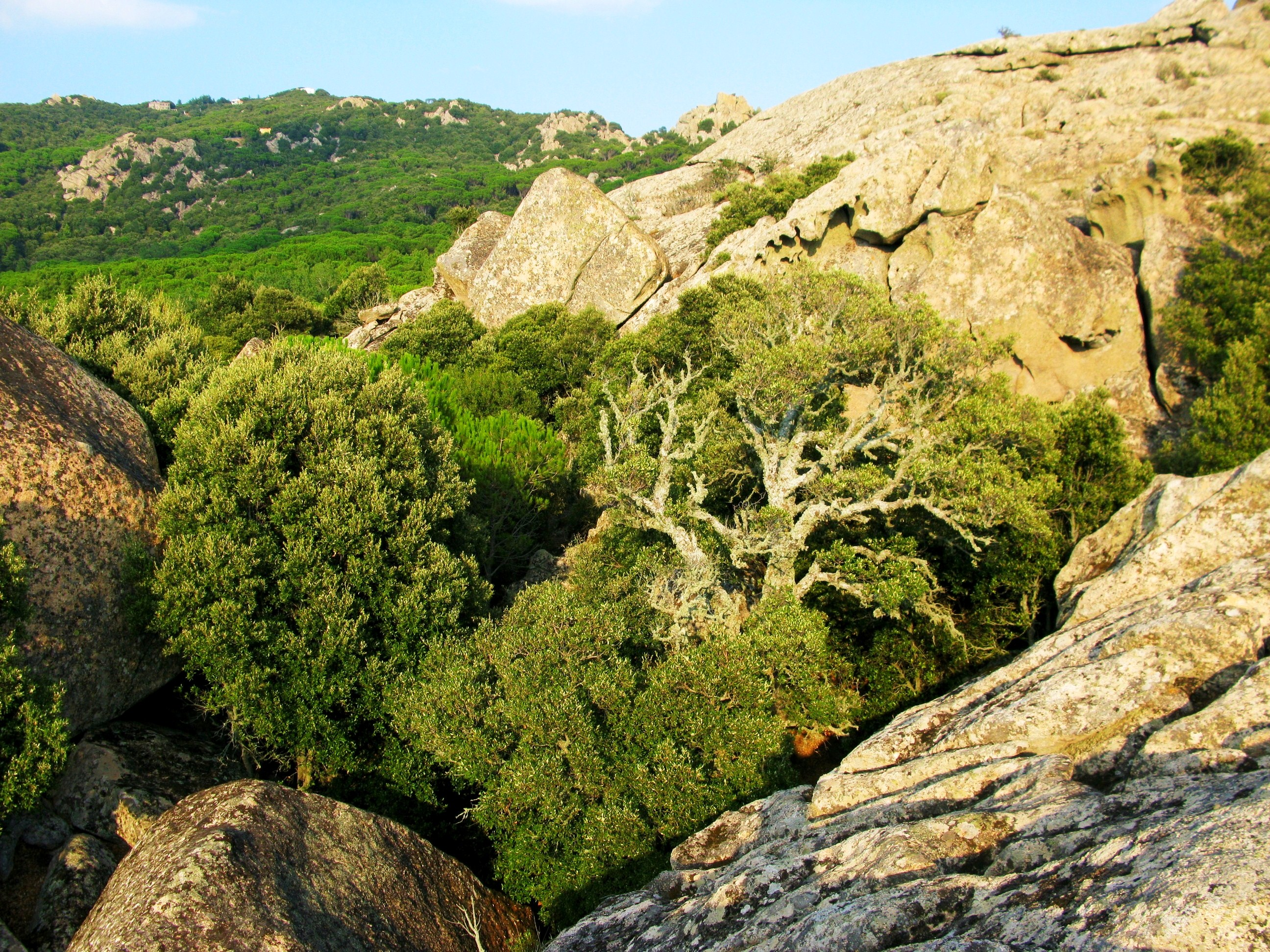
Monte Ortobene - lecci e graniti

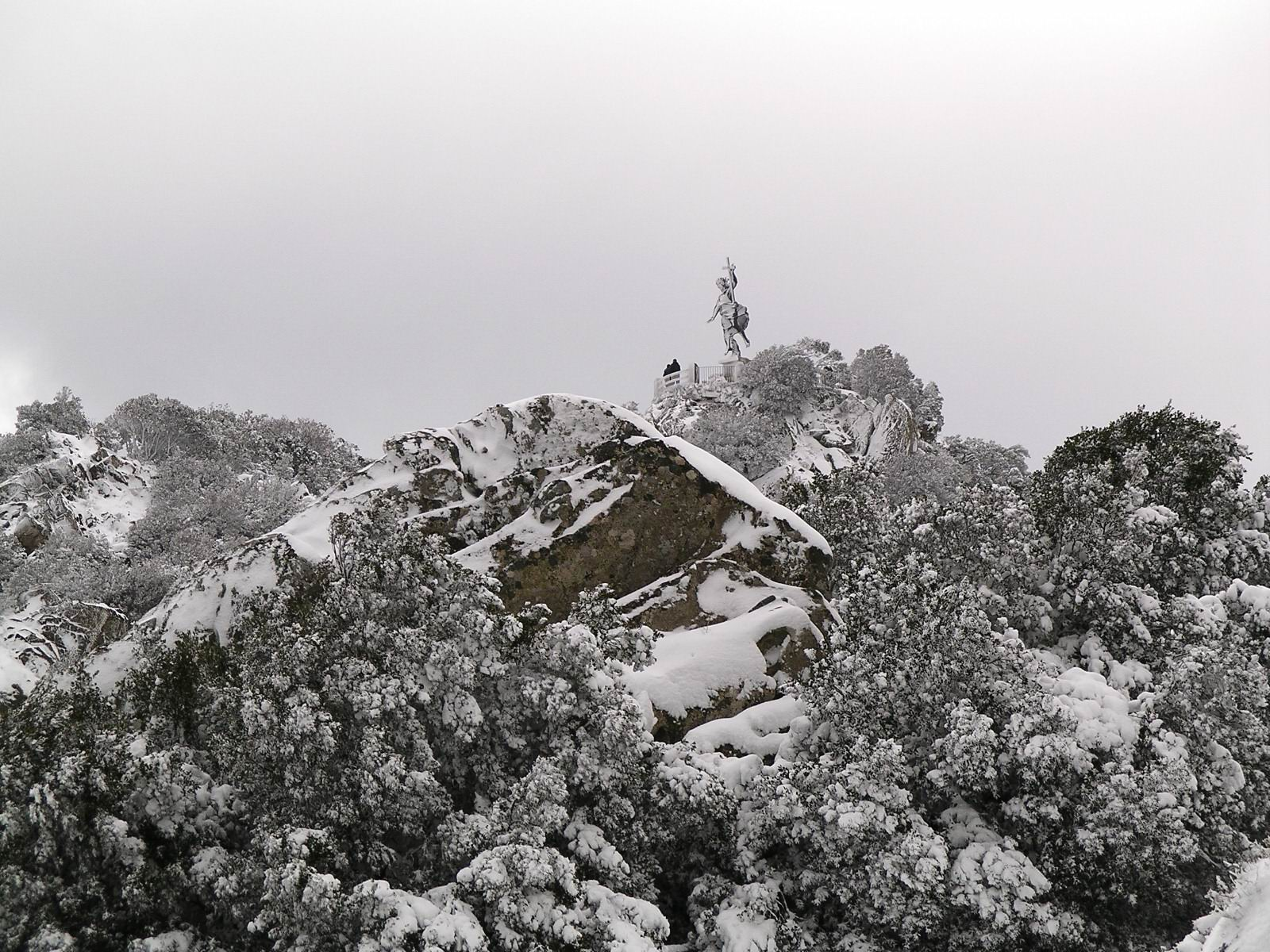
La statua del Redentore - febbraio 2005

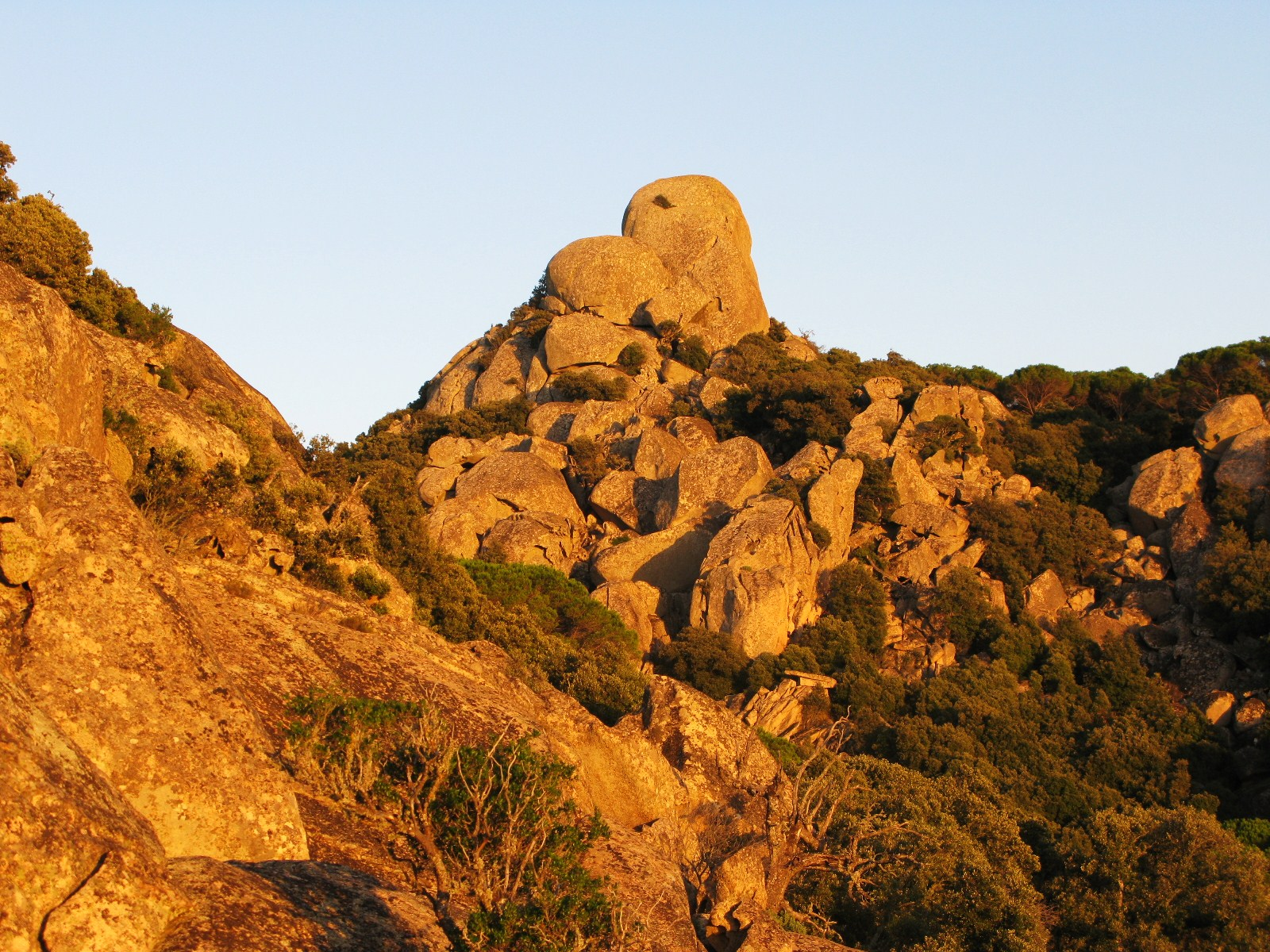
M. Ortobene - punta pala 'e casteddu

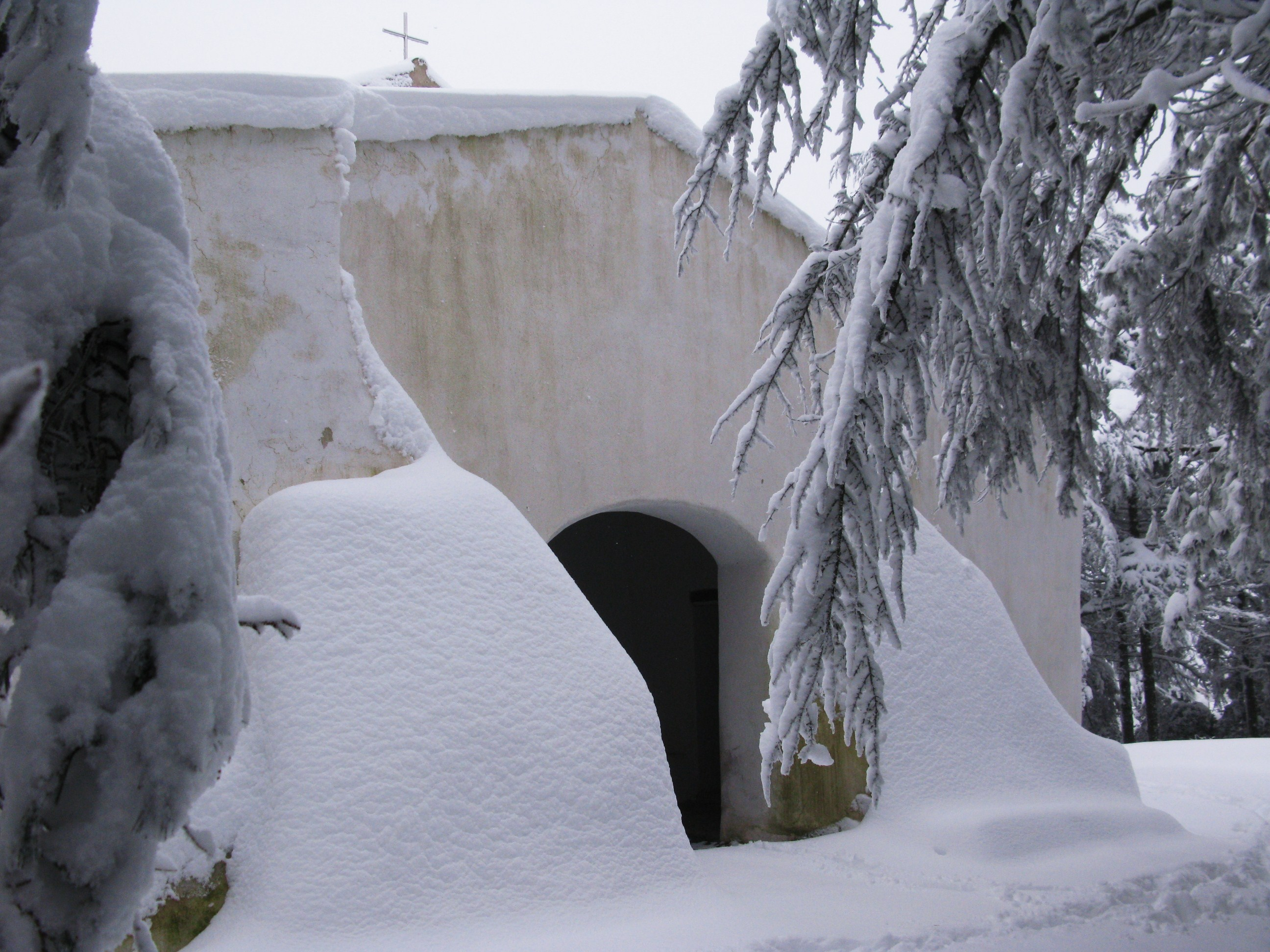
Chiesa della Madonna del Monte Nero (Nostra Segnora 'e su Monte)

L'Ortobene è il monte simbolo dei Nuoresi. La vetta raggiunge i 955 m s.l.m. Sulla cima si trova la statua del Redentore e l'antica chiesa campestre di Nostra Segnora 'e su Monte. Di rilevante interesse turistico e antropologico è la cosiddetta sa conca, una residenza rurale ricavata all'interno di un enorme masso di granito cavo e di forma sferica situato sul ciglio della strada che porta al Parco di Sedda Ortai. Presso le pendici settentrionali del Monte vi sono le tracce del santuario di Valverde (Nostra Segnora 'e Balubirde), i ruderi delle chiese di Sa Itria, di Santu Jacu e della Chiesa di Santu Tomeu. A occidente infine il mulino ottocentesco sito in località Caparedda.

## Società

### Evoluzione demografica
La popolazione residente della cittadina di Nuoro ha avuto un picco negli Anni 1990 con circa 37 000 abitanti; da allora l'evoluzione demografica è sempre stabilmente in calo.
Abitanti censiti

### Etnie e minoranze straniere
Secondo i dati ISTAT al 31 dicembre 2023 la popolazione straniera residente era di 1111 persone, pari al 3,3% della popolazione totale. Le nazionalità maggiormente rappresentate in base alla loro percentuale sul totale della popolazione residente erano:
- Romania 310
- Senegal 232
- Cina 102
- Pakistan 80
- Marocco 72
- Nigeria 55

### Lingue e dialetti
Accanto all'italiano, vi si parla la lingua sarda logudorese nella variante nuorese.

## Cultura
«L'interno del paese è di una primitività più che medievale, con strade strette e mal lastricate, viottoli, casupole di granito con scalette esterne, cortiletti, pergolati, porticine spalancate dalle quali s'intravedono cucine nere e interni poveri ma pittoreschi. Nuoro ha un Corso lastricato, chiese, caffè, ecc., ma ciò che può interessare è l'interno del paese, le casupole di pietra, nido o covo d'un popolo intelligente e frugale, che lavora e vive tutto l'anno di pane d'orzo, che crede in Dio e odia il prossimo per ogni più piccola offesa...
Bizzarri tipi attraversano le vie, oltre i paesani coi loro carri tirati da buoi e i loro cavalli inseparabili, e le donne dagli occhi egiziani, strette nel ricco e pesante costume o poveramente vestite, con canestri ed anfore sul capo: passano i venditori ambulanti; i Barbaricini con cavalli carichi di patate, canestri d'asfodelo, arnesi di legno; le donne d'Oliena con cestini di frutta; il venditore di sanguisughe, che suona un corno per annunziare il suo passaggio; il pescatore di trote; lo stagnaro che grida richiedendo arnesi vecchi di rame, in cambio di quelli nuovi (una specie di zingaro il cui passaggio, dice il popolo, annunzia un cambiamento di tempo, da buono in cattivo); un uomo con una bisaccia, che fa la questua di frumento e d'orzo per la festa d'un santo; un uomo che suona il tamburo, annunziando un bando del Municipio o il prezzo del vino o d'altra merce presso il tale; ed altri tipi, e finalmente il poeta cantastorie che riduce in versi sardi i più interessanti avvenimenti italiani e stranieri.»

### Biblioteche

#### La biblioteca “Sebastiano Satta”
La Biblioteca “Sebastiano Satta” fu fondata nel 1933 su iniziativa del Comune e della Provincia di Nuoro col supporto del Ministero della Pubblica Istruzione. I primi fondi librari furono acquistati anche grazie alla collaborazione del locale liceo ginnasio “G. Asproni”.
Il Consorzio per la biblioteca “Sebastiano Satta” è stato costituito con Decreto Prefettizio del 28 dicembre 1945 dall'Amministrazione Provinciale di Nuoro e dal Comune di Nuoro, ai sensi della Legge n.393/1941 (“Disposizioni concernenti le biblioteche dei Comuni capoluoghi di Provincia”).
Nel 1980 vengono modificati lo Statuto, la composizione, nonché la denominazione del Consorzio, che diventa Consorzio per la Pubblica Lettura “Sebastiano Satta”. Ne fanno parte, inizialmente, oltre la Provincia e il Comune di Nuoro, anche le Comunità Montane n. 9 del Nuorese e n. 10 delle Baronie.
Da allora inizia la creazione del Sistema Bibliotecario Territoriale del Nuorese e delle Baronie (che attualmente comprende 26 comuni ricadenti nel territorio delle due ex Comunità Montane) e viene istituito il Sistema Bibliotecario Urbano di Nuoro.
Nel 2011, in seguito alla soppressione di due dei quattro enti consorziati, le Comunità Montane n. 9 del Nuorese e n. 10 delle Baronie, il Consorzio è stato commissariato. Dal 1º agosto 2019 è attivo il progetto finanziato dalla Regione Autonoma della Sardegna, relativo al supporto della gestione dei servizi bibliotecari del Centro sistema e del Sistema Bibliotecario Urbano del Consorzio.
La biblioteca è intitolata al poeta e avvocato nuorese Sebastiano Satta.

### Università
Nuoro dal 1989 è sede di corsi di laurea delle Università di Cagliari e Sassari erogati in accordo con il Consorzio per la Promozione degli Studi Universitari nella Sardegna Centrale.

### ISRE
Nel 1972 fu fondato l'Istituto superiore regionale etnografico (ISRE), annesso al preesistente Museo del Costume ora Museo della vita e delle tradizioni popolari sarde.

### Musica

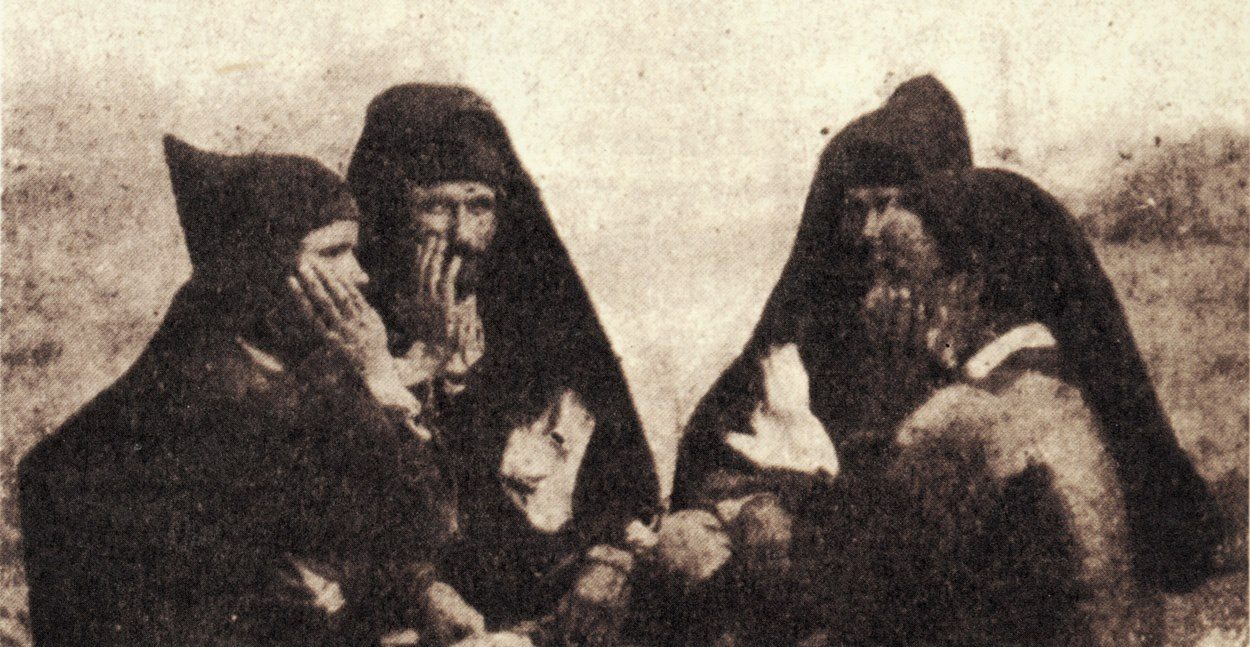
Cantori nuoresi nel 1903

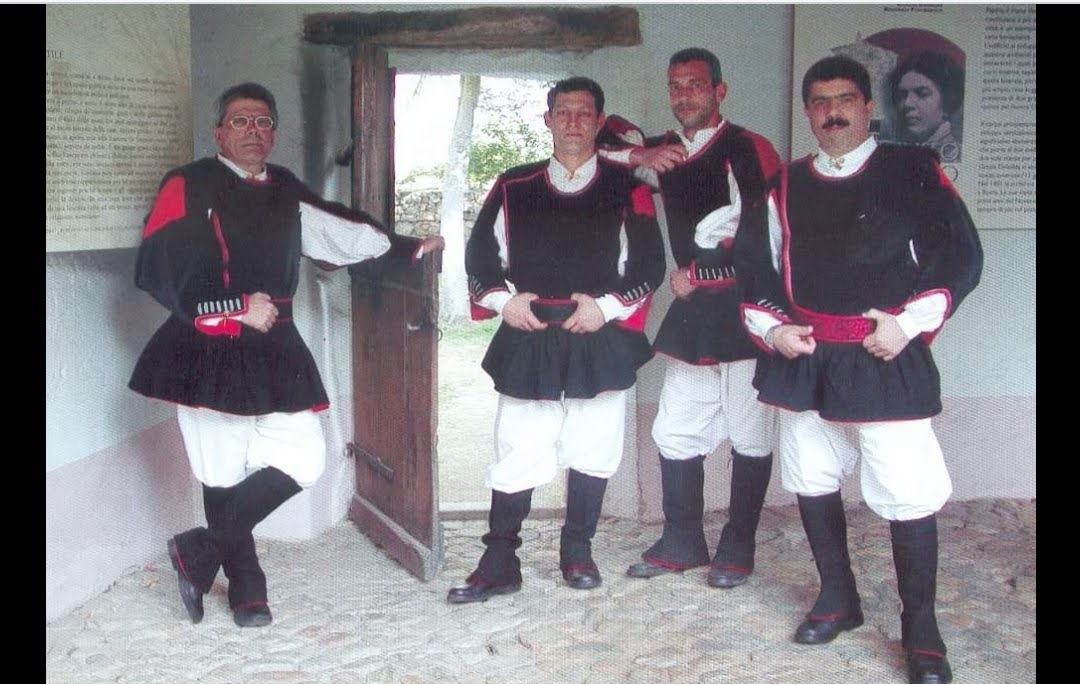
Il Tenore Santu Predu di Nuoro

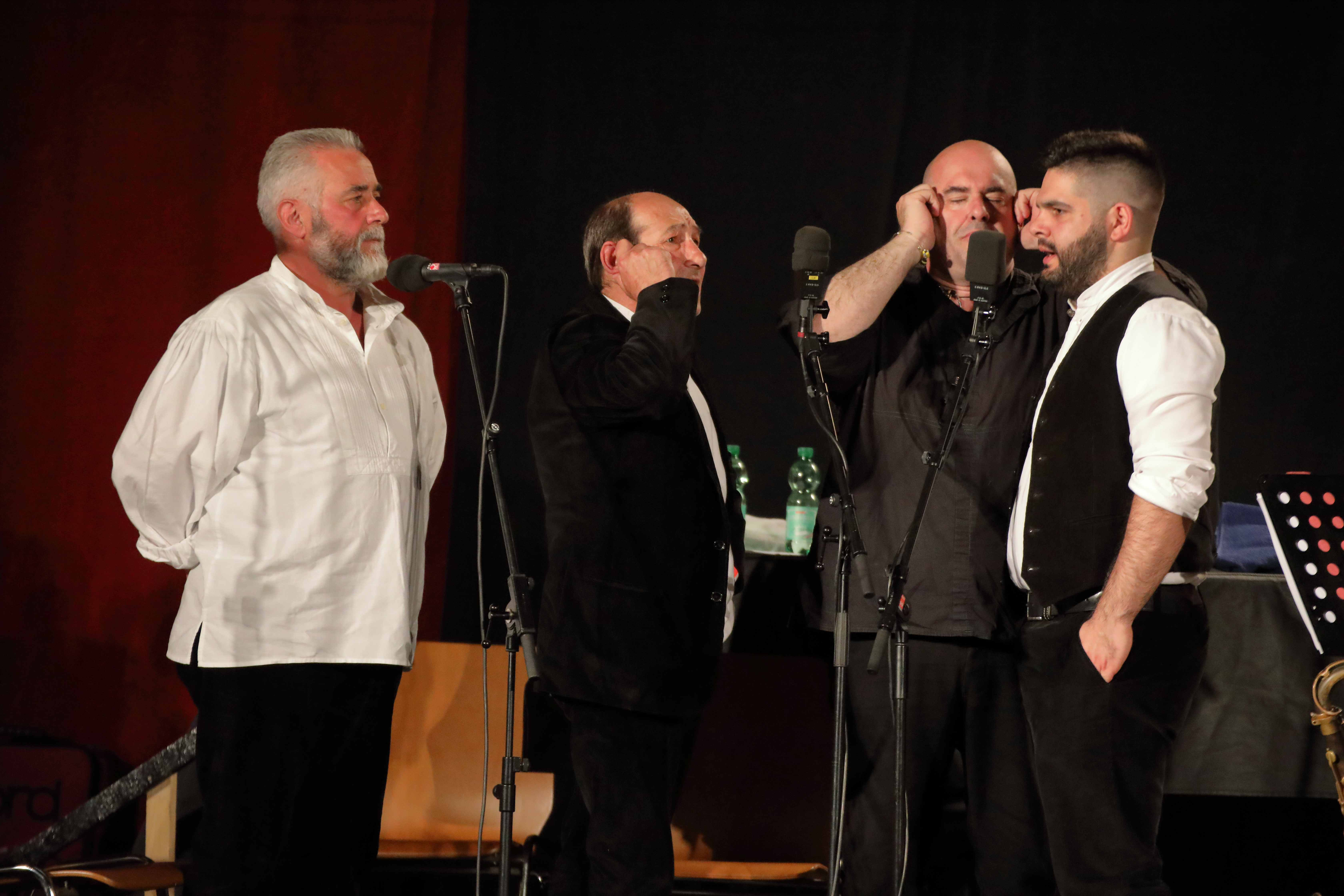
Il Tenore Goine di Nuoro

Dal 1989 Nuoro è sede del Seminario di studio sulla musica jazz Nuoro Jazz diretto dal trombettista Paolo Fresu dalla prima edizione sino al 2013, ora diretto dal pianista Roberto Cipelli ed organizzato dall'Ente Musicale di Nuoro. Il Seminario si tiene tutti gli anni fra l'ultima settimana di agosto e la prima di settembre. Inoltre da tanti anni vanta la presenza di vari gruppi folk con gruppi di ballo e canto con la presenza dei cori polifonici e dei cantanti che seguono i canoni del canto a tenore e l'antica moda nugoresa citata nell'opera di Grazia Deledda Tradizioni popolari di Nuoro.

### L'“Atene sarda” tra passato e futuro
La città ha avuto, a cavallo tra il XIX ed il XX secolo, un forte fermento culturale che ha visto nascere e svilupparsi il talento di tanti artisti e personalità che attirarono l'attenzione nazionale e internazionale, uscendo perciò dal ristretto ambito locale e facendo nascere per Nuoro l'appellativo di "Atene sarda" (Elettrio Corda).
A Nuoro è nata Grazia Deledda, scrittrice, vincitrice del Premio Nobel per la Letteratura nel 1926, e pure Salvatore Satta, giurista e autore del romanzo Il giorno del giudizio, romanzo che lascia forse una delle testimonianze più profonde e intime della città e dei suoi abitanti, dei quali ritrae le famiglie più note nel primo Novecento sotto una labilissima copertura di nomi fittizi. Altre personalità artistiche nate a Nuoro sono il poeta Sebastiano Satta (1867-1914); il pittore e fotografo Antonio Ballero (1864 -1932); lo scultore Francesco Ciusa (1883-1949), affermatosi alla Biennale di Venezia del 1907; il pittore Giovanni Ciusa Romagna (1907-1958). Peraltro, per tutto il corso del ventesimo secolo la città è stata attraversata da un grande fermento culturale in campo artistico, letterario, musicale e sociale con nomi come quello della scrittrice Maria Giacobbe.
Come da lui ricordato, a Nuoro si è formato il carattere di Indro Montanelli che qui frequentò le ultime due classi delle elementari e i primi tre anni del ginnasio.
Nel 2017 il comune di Nuoro ha proposto la candidatura della città come Capitale italiana della cultura 2020 risultando tra le prime dieci finaliste. Il progetto, riguardante tutto il territorio provinciale e non solo, pur non essendo stato premiato dalla commissione ministeriale, è stato sostenuto a livello regionale.

### Musei
- Museo Deleddiano (Museo di Grazia Deledda)
- Museo della Vita e delle Tradizioni Popolari sarde (Museo del Costume o Museo Etnografico)
- Museo nazionale archeologico – Mostra reperti dal Paleolitico sino al basso Medioevo. Vi si ritrovano anche varie ricostruzioni archeologiche tra cui la vasca lustrale di Sedda 'e sos carros di Oliena.
- Museo d'arte della provincia di Nuoro (MAN) – Ospita mostre temporanee internazionali oltre a una collezione permanente di importanti artisti sardi del XIX e XX secolo.
- Museo Ciusa - Tribu – Ospita la collezione di alcune tra le più famose sculture di Francesco Ciusa. Chiuso nel 2018.
- Spazio Ilisso – Museo della scultura del Novecento e mostre temporanee.
- Museo della ceramica, ospitato presso Casa Chironi e inaugurato il 20 luglio 2023.
- Biblioteca e Pinacoteca[59]

### Media

#### Stampa
Vi è un'emittente televisiva, Telesardegna, e due emittenti radiofoniche, Radio Barbagia e Radio Nuoro Centrale, che danno le notizie locali. Vi sono inoltre le sedi di corrispondenza delle TV e dei giornali regionali come Videolina, L'Unione Sarda e La Nuova Sardegna.

### Teatro
- Il cinema teatro Eliseo, aperto nel 2005, di proprietà comunale, ospita soprattutto spettacoli teatrali e concerti. È gestito da Sardegna Teatro per concessione del Comune di Nuoro.[60]
- Il cine-teatro dell'oratorio "Le Grazie", chiuso dopo l'apertura di un cinema multisala in località Pratosardo.
- L'anfiteatro "Fabrizio De Andrè", tra i teatri all'aperto più grandi della Sardegna; negli anni, durante l'estate, ha ospitato il Festival regionale del folklore e numerosi concerti, poi è stato chiuso in attesa di lavori di consolidamento delle gradinate.
- Il teatro del Museo Etnografico di Nuoro dove si svolgono conferenze, concerti e il Festival internazionale di cinema etnografico.
- Auditorio della Biblioteca "Sebastiano Satta", ospita stabilmente presentazioni di libri, mostre e dibattiti.
- Il teatro situato sotto la chiesa di San Giuseppe, inaugurato nel 2016 e dato in gestione alla compagnia Bocheteatro.[61]

### Cucina
Oltre ai prodotti della cucina sarda, pur nella tipica variante barbaricina comune a tutto il circondario, la gastronomia del capoluogo nuorese vanta la specificità di un tipo di pasta e di un dolce:
- Su filindeu (‘fili di Dio’) è una pasta per minestra formata da sottilissimi fili sovrapposti in tre strati incrociati, ricavati con abilità manuale da un impasto con semola di grano duro, che viene poi cotta nel brodo di pecora e condita con pecorino fresco.[62] È nota per essere la pasta più rara del mondo.[63][64]
- S'aranzada nugoresa (‘l'aranciata nuorese’) è un dolce preparato con scorza d'arancio candita nel miele e con mandorle, la cui ricetta fu messa a punto dal pasticcere nuorese Battista Guiso che, intorno al 1900, ottenne per questo importanti riconoscimenti in Italia e all'estero.[65]

### Eventi

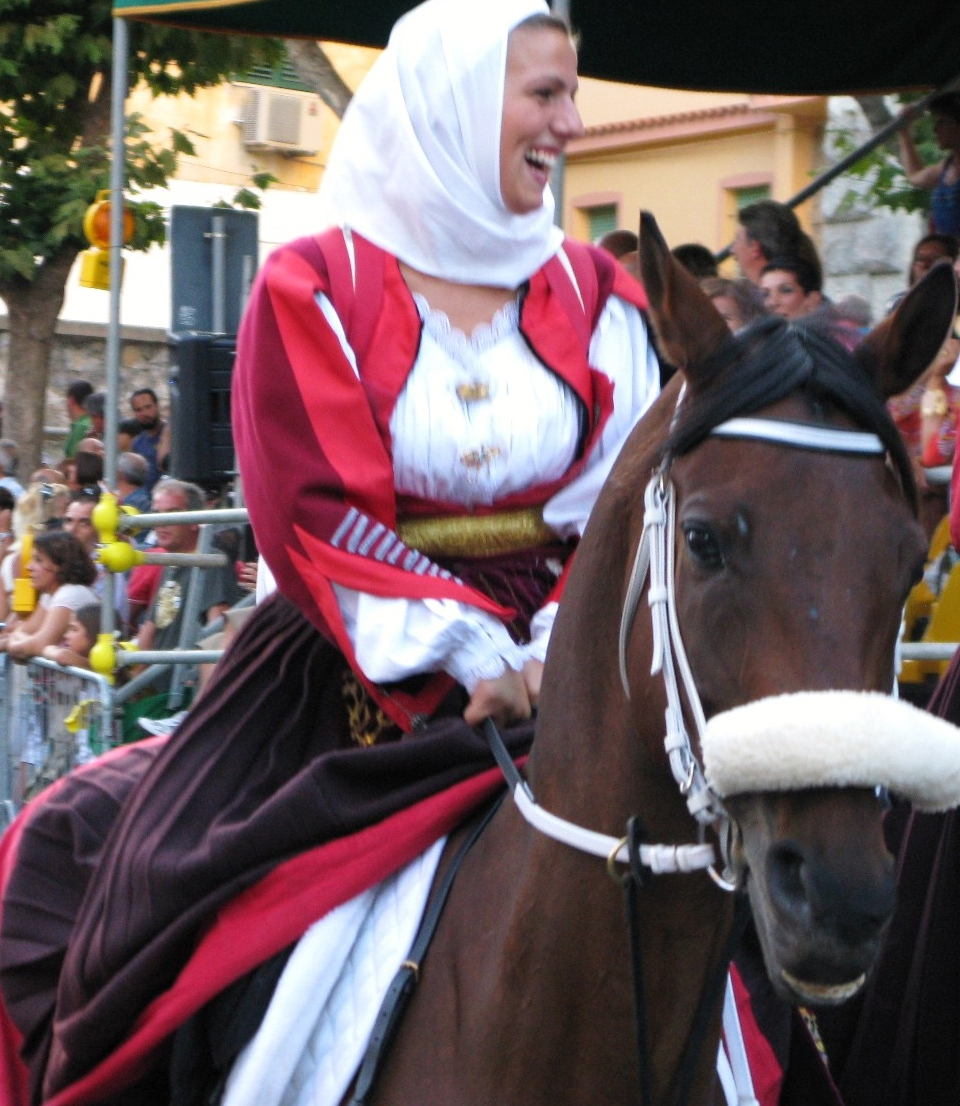
Donna in abito tradizionale nuorese

Riveste enorme importanza, sia per l'attaccamento e devozione dei Nuoresi sia come attrattiva turistica, la Sagra del Redentore che dura circa una settimana, all'interno della quale vi è anche la sfilata dei costumi della Sardegna. La sagra ha termine con la funzione religiosa che ha sede ai piedi della statua del redentore il 29 di agosto di ogni anno.
Nel fine settimana tra la prima e la seconda metà di novembre si tiene la manifestazione Mastros in Nugoro, inserita nel circuito Autunno in Barbagia, nel quale si aprono case storiche e i musei della città. Durante la manifestazione, che si svolge nei quartieri di Santu Predu e Seuna e che richiama non solo i Nuoresi, ma anche turisti e visitatori, vengono esposti prodotti tipici e artigianali. Dal 2014 inoltre è stato introdotto nell'evento Su Cojubiu Nugoresu, un rito antico in cui si celebra il matrimonio in abito tradizionale. Fino al 2007 la manifestazione si chiamava Mastros in Santu Predu, poiché era coinvolto solo l'omonimo quartiere. Dopo due anni di pausa, dal 2010 la manifestazione cambia nome in Mastros in Nugoro e coinvolge anche il quartiere di Seuna.
Un altro importante appuntamento è quello del 21 novembre per la festa della Madonna delle Grazie, a carattere prettamente religioso, ma che coinvolge l'amministrazione comunale. Secondo la tradizione, un giovane pastore trovò, nel XVII secolo, una piccola statua lignea della Madonna che si dimostrò miracolosa. Fu così che nel 1812 la città fece voto alla Vergine per essere liberata dalla peste. Per sciogliere il voto, da allora viene allestita una processione in cui dodici Nuoresi col tradizionale abito, accompagnati dal sindaco e dal gonfalone, offrono dodici ceri alla Madonna in rappresentanza degli altrettanti rioni della città; nel tempo si sono aggiunti altri sette ceri, offerti dai membri della confraternita delle Grazie.
Molto sentita è anche la festa di Sant'Antonio abate, il 16 e 17 gennaio, durante la quale, come in molti centri della zona, i vari quartieri organizzano grandi falò (sos focos) nelle piazze e offrono ai cittadini fava e lardu (fave con lardo), vino e pane carasau. È tradizione durante la festa fare il giro dei numerosi fuochi della città dove gli organizzatori fanno a gara per il fuoco più bello e l'ospitalità. Attorno al fuoco: canti, balli sardi e l'immancabile gioco della morra. I più frequentati sono solitamente quelli dei quartieri del centro storico.
Per il carnevale si può assistere alla manifestazione del carnevale barbaricino, con le maschere provenienti dai centri vicini come i mamuthones di Mamoiada, boes e merdules di Ottana, turpos di Orotelli, su bundu di Orani ecc.; è stata riscoperta una delle caratteristiche maschere di Nuoro chiamata Bove o Boves, simile ai boes di Ottana e citata dallo studioso Raffaello Marchi. Altre maschere tipicamente nuoresi, in fase di studio e ricostruzione, sono quelle di su turcu e quella di maschera a gattu, molto simile a quella scoperta a Sarule, citate da Grazia Deledda in alcune sue opere.
A fine estate è organizzata la manifestazione della Notte Bianca, dove vari artisti si esibivano per le strade principali della cittadina, e i commercianti potevano mantenere i negozi aperti fino a notte fonda.

## Infrastrutture e trasporti

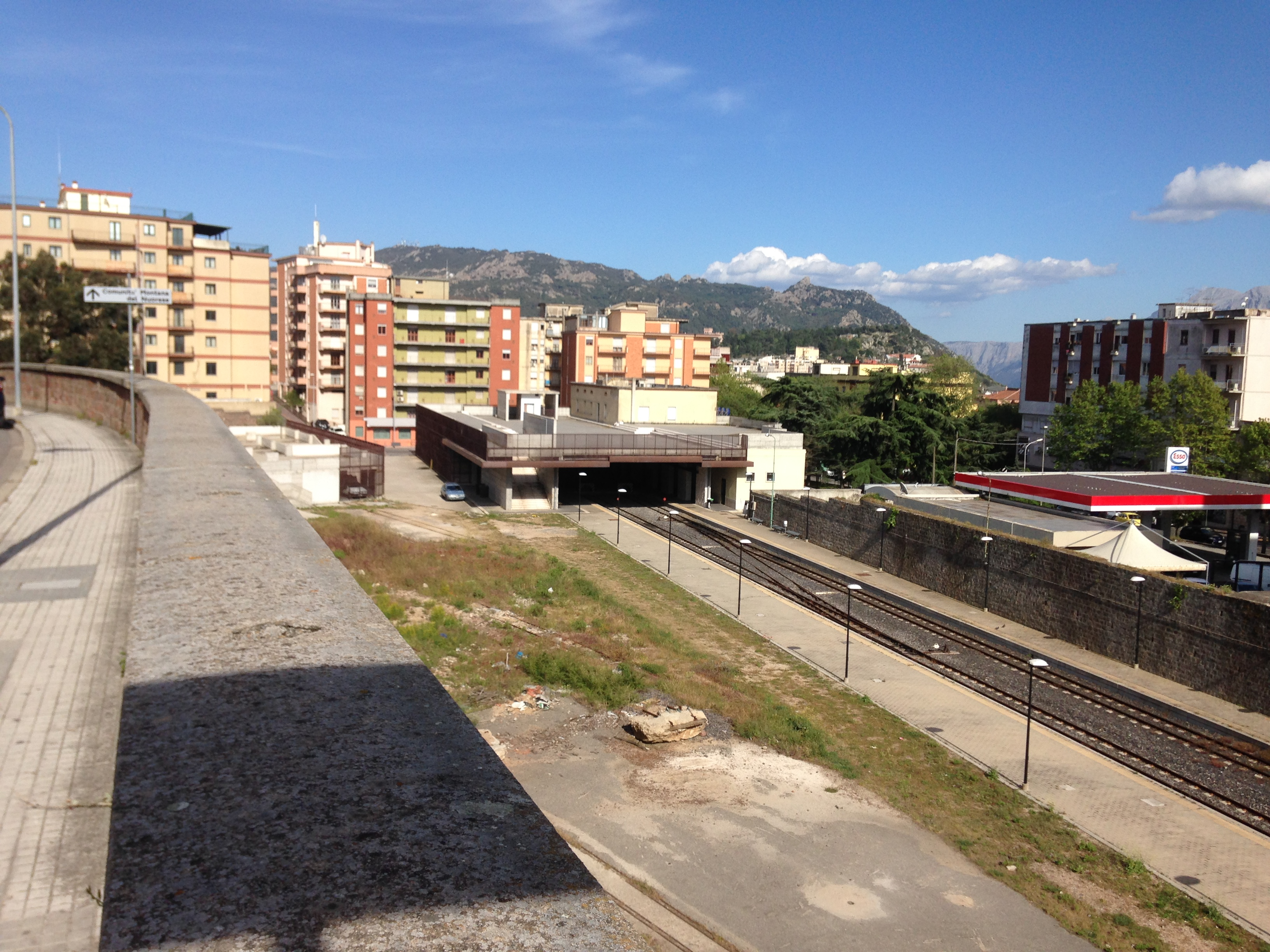
La stazione di Nuoro

### Strade
La Strada statale 131 Diramazione Centrale Nuorese è la superstrada che collega Nuoro con Olbia e Cagliari.
La circonvallazione sud è un'importante arteria che raccorda i quartieri di Mughina (tramite la galleria di Mughina), Badu 'e Carros e Città Giardino con la strada provinciale 58 per Orgosolo e la strada provinciale 22 per Oliena (quest'ultima arteria stradale parte dalla SP 58 a circa 1 km da Nuoro) e con la strada statale 389 var Nuoro-Lanusei per Orani, Sarule, Mamoiada, Lodine, Gavoi, Fonni e l'Ogliastra. È inoltre possibile raggiungere la SS 131 DCN tramite la galleria di Prato Sardo. La galleria di Mughina, dopo i fatti di cronaca del ciclone Cleopatra del 2013, in giornate di maltempo è stata spesso soggetta per precauzione alla chiusura al traffico veicolare per via degli allagamenti e di alcuni problemi strutturali; dal 2022 è chiusa per lavori a causa di alcuni problemi strutturali.

### Ferrovie
La stazione di Nuoro è capolinea della ferrovia ARST per Macomer, che collega il capoluogo con i paesi del Marghine e con l'altro capolinea di Macomer. Condivide con Andria e Matera il fatto di essere capoluogo di provincia non servito dalla rete ferroviaria statale.

### Mobilità urbana
Nuoro dispone di un sistema di trasporto pubblico, gestito dall'ATP. L'autobus a Nuoro viene comunemente chiamato «postalino».

### Mobilità extraurbana
Dall'autostazione ARST vengono effettuati diversi collegamenti extraurbani.

## Amministrazione

Gonfalone comunale

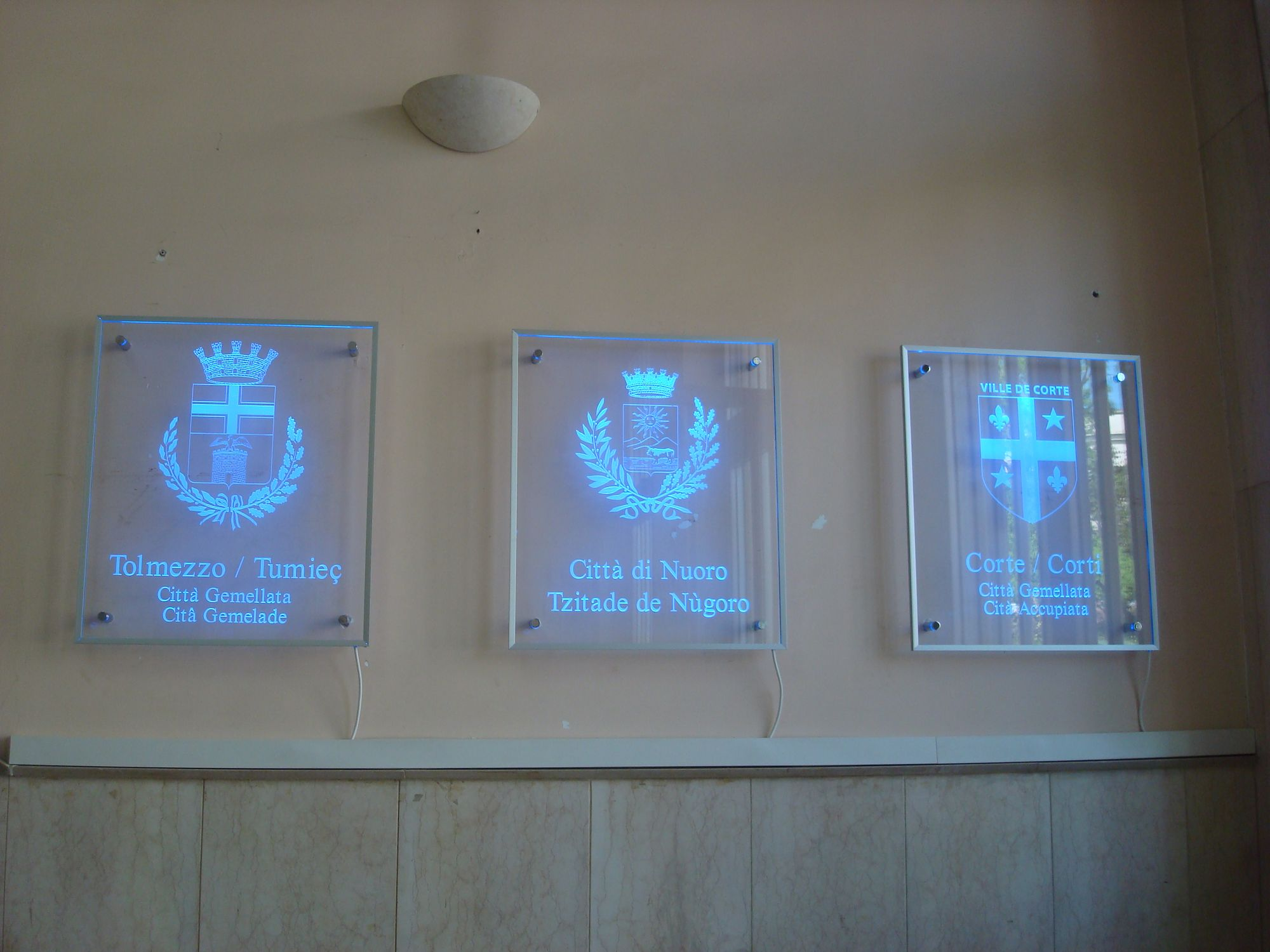
Installazione al neon con gli stemmi delle città gemellate con Nuoro, collocata all'ingresso della casa comunale

### Gemellaggi
- Corte, dal 2006
- Tolmezzo, dal 2008[68]

## Sport

### Calcio

Una formazione della vincitrice del Campionato Interregionale 1983-1984, girone N, e promossa in Serie C2

La principale squadra di calcio della città è la Nuorese che, nel campionato di Serie D 1973-1974 ha raggiunto il suo miglior piazzamento arrivando terza, sfiorando la promozione in Serie C; inoltre ha vinto il Campionato Interregionale 1983-1984, girone N, ottenendo la promozione in Serie C2. Ha poi ha disputato il campionato di Serie C2 2006-2007, arrivando quarta e uscendo sconfitta in semifinale play-off contro il Pergocrema. Dal 2014-2015 al 2017-2018 la Nuorese ha militato in Serie D. Dal 2023 milita in Promozione. Vi sono inoltre delle squadre di calcio giovanili: pol. Ichnos 1999 Nuoro, Atletico Nuoro, Puri e Forti, Sadosan, Sales, Santu Predu Polisport.

### Pallamano
A Nuoro è presente la "Città del Redentore Handball Club" che milita in serie A2 femminile; da menzionare inoltre la storica Star Solar Handball Atletic Club Nuoro, denominata anche "H.A.C. Nuoro", una società di pallamano che militava fino al 2020/21 in A1 (femminile) e serie B (maschile) con ottimi risultati; disputando anche diverse competizioni europee. I settori giovanili hanno disputato partite di livello nazionale.

### Softball
La Nuoro Softball milita nel campionato italiano di softball di Serie A1 (prima stagione nel 2003). Nel suo palmarès la Coppa Italia del 2011 e, nel 2012, fu finalista della Coppa delle Coppe.

### Pallavolo
In città è presente la PVN Nuoro, nota società di pallavolo le cui squadre maggiori militano: 
- in Serie D in ambito femminile;
- la squadra maschile, avendo vinto il campionato di Serie D 2022/2023, ha ottenuto la promozione nel massimo campionato regionale in serie C.[senza fonte]

### Altre attività sportive
Altre attività sportive presenti in città:
- atletica leggera (Circolo Sportivo Atletica Amatori Nuoro e l'Atletica Delogu Nuoro);
- nella pallacanestro si può trovare la Pallacanestro Nuoro (maschile) in Divisione Regionale 2 (Promozione), conosciuta anche col nome Sirbones (‘cinghiale’ in sardo nuorese e mascotte della squadra);
- la Star Solar Handball Atletic Club Nuoro o denominata anche H.A.C. Nuoro è una società di pallamano che milita in A1 (femminile) e serie B (maschile) con ottimi risultati; disputò anche competizioni europee in passato. I settori giovanili hanno disputato partite di livello nazionale;
- nuoto e pallanuoto rappresentati dalla Rari Nantes Acquatica Nuoro;
- la scherma è rappresentata dal Club Scherma Nuoro A.S.D.;
- bocce;
- nel rugby è presente un sodalizio che partecipa al campionato di serie C, la Nuororugby;
- arti marziali come judo, con lo storico club Judo Teiko, l'Osaka, il Progetto Farfalla (ormai chiuso)  e la Polisportiva Gigliotti Team Nuoro, quest'ultima attiva anche nella lotta olimpica, nel sambo (di cui fu la prima e storica palestra in Sardegna[senza fonte]) e nella lotta sarda s'istrumpa;
- calcio a 5 femminile, col Santu Predu C5 che milita nel campionato di A2 nazionale.